# Рыцарский турнир

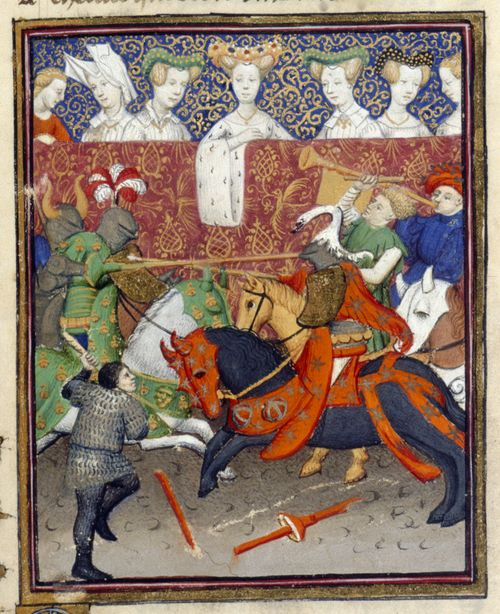
Рыцарский поединок на турнире. Миниатюра рукописи «Книги герцога об истинных влюблённых» Кристины Пизанской. 1414 г.

Ры́царский турни́р — военное состязание рыцарей в средневековой Западной Европе. Назначение турнира — демонстрация боевых качеств рыцарей, составлявших главную военную силу Средневековья. Изначально турниры зародились как способ в мирное время обучаться военным искусствам, а также для того чтобы опытные участники могли показать свою выучку и доблесть.

## История

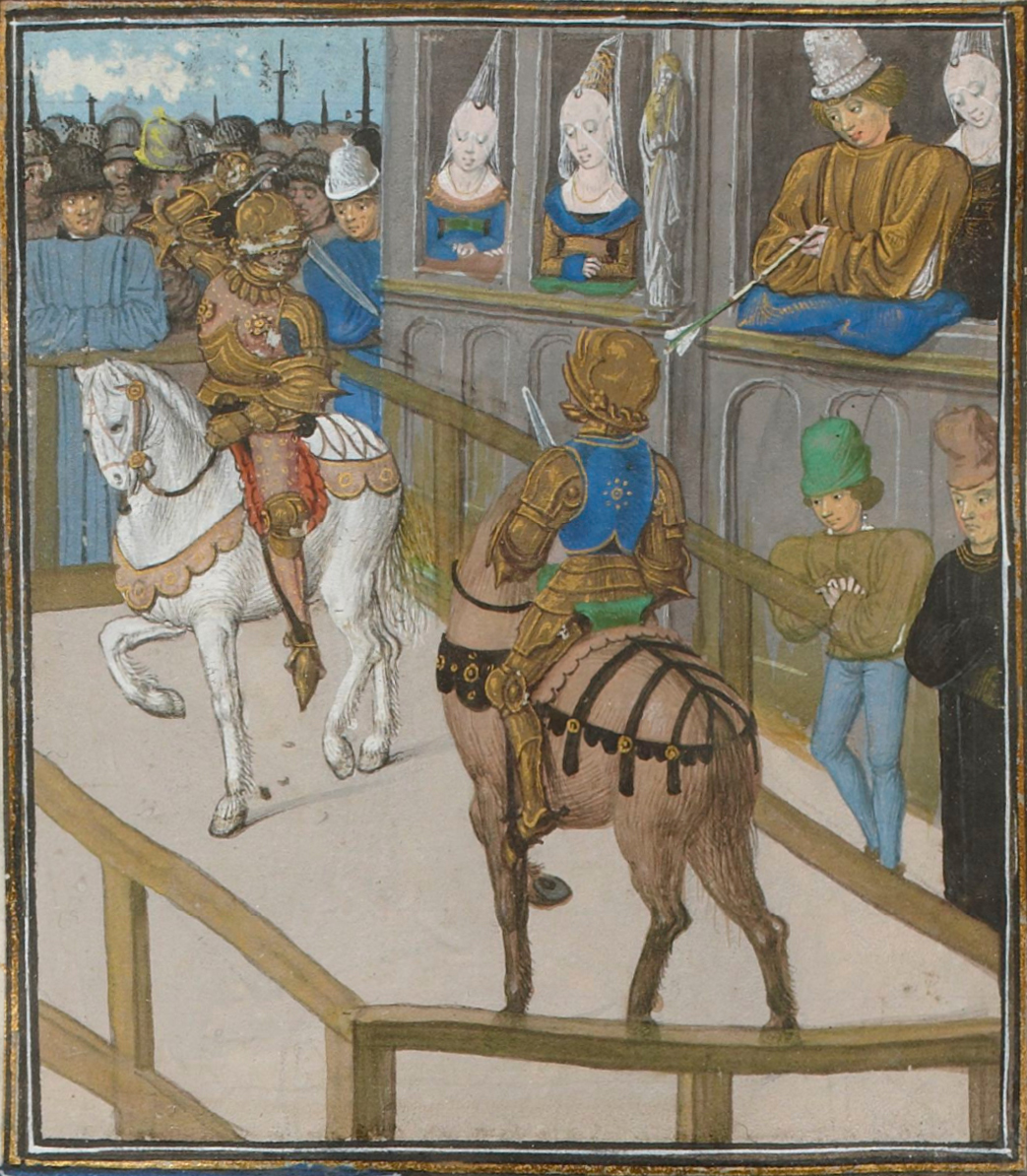
Турнир. Миниатюра из «Хроник» Жана Фруассара. XV в.

По мнению некоторых историков, турниры восходят, во-первых, к древнегерманским военным играм на родовых собраниях или обрядах инициации, а во-вторых, к военно-спортивным состязаниям всадников Римской империи hippika gymnasia.

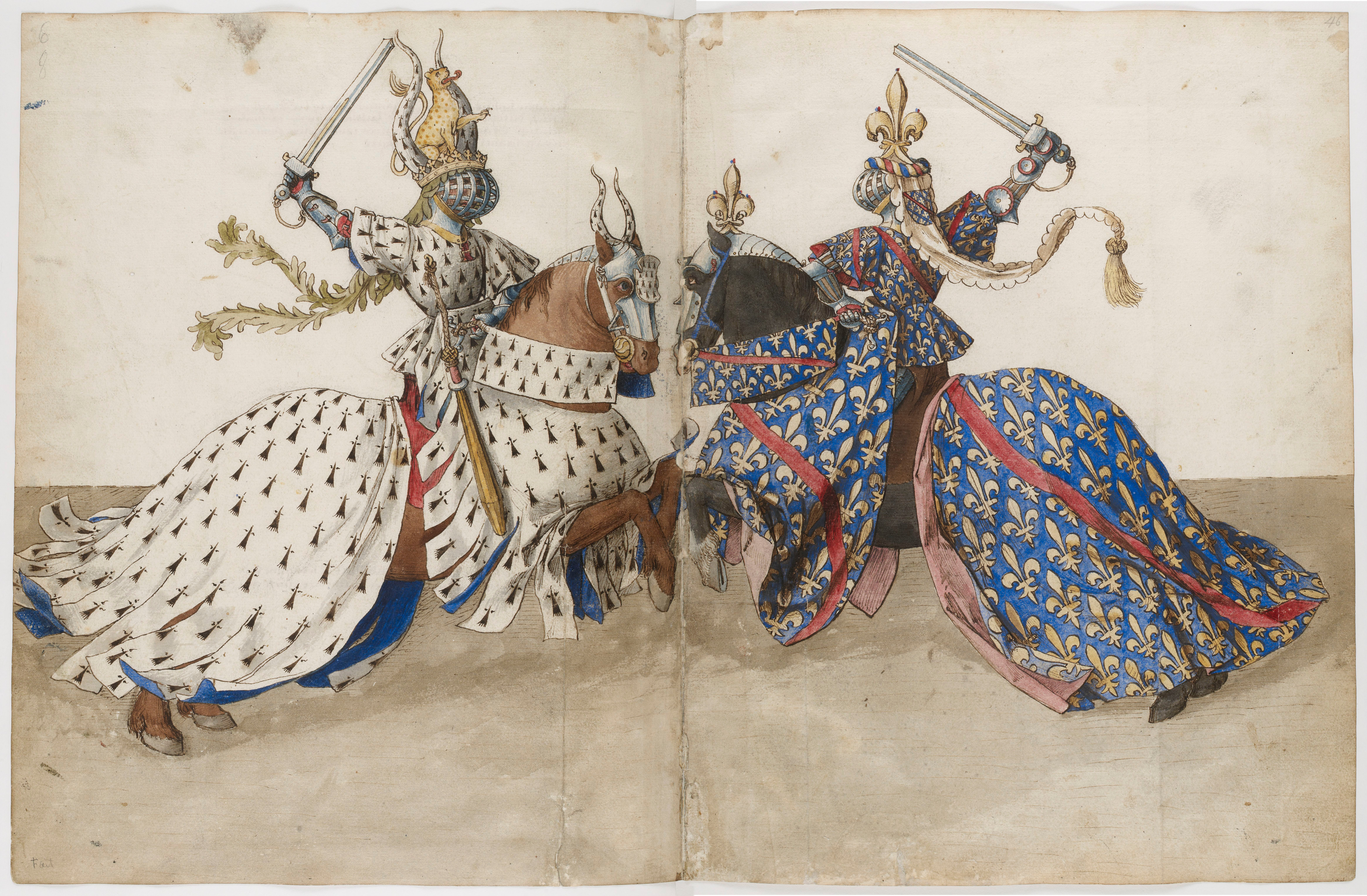
Поединок герцога Жана де Бурбона с герцогом Бретани Артуром III. Рисунок из «Книги турниров» Рене Анжуйского. Около 1460 г.

Последние частично были возрождены во Франкском государстве при Каролингах, основой военной силы которых являлась тяжеловооружённая конница, состоявшая из служилой знати (лат. caballarius), периодически собиравшейся на смотры, т. н. «марсовы поля». Франкский хронист IX века Нитхард так описывает военные состязания отрядов Людовика Немецкого и его брата Карла Лысого, устроенные по случаю принесения ими Страсбургской присяги в Вормсе в 842-м, по другим данным, в 844 году:
Для телесных упражнений они часто устраивали воинские игры следующим образом. Для этого они сходились там, где за этим было удобно наблюдать, и,  в присутствии теснившегося со всех сторон народа, большие отряды саксов, гасконцев, австразийцев и бретонцев быстро бросались друг на друга с обеих сторон; при этом одни из них отступали и, прикрывшись щитами, спасались бегством от нападавших, но потом, в свою очередь, преследовали тех, от кого бежали. Наконец, оба короля, окружённые лучшими юношами, набрасывались друг на друга с громкими криками, выставив вперёд копья и, как в настоящей битве, то одна, то другая сторона отступала. Зрелище было удивительное по своему блеску и господствующей при этом дисциплине...

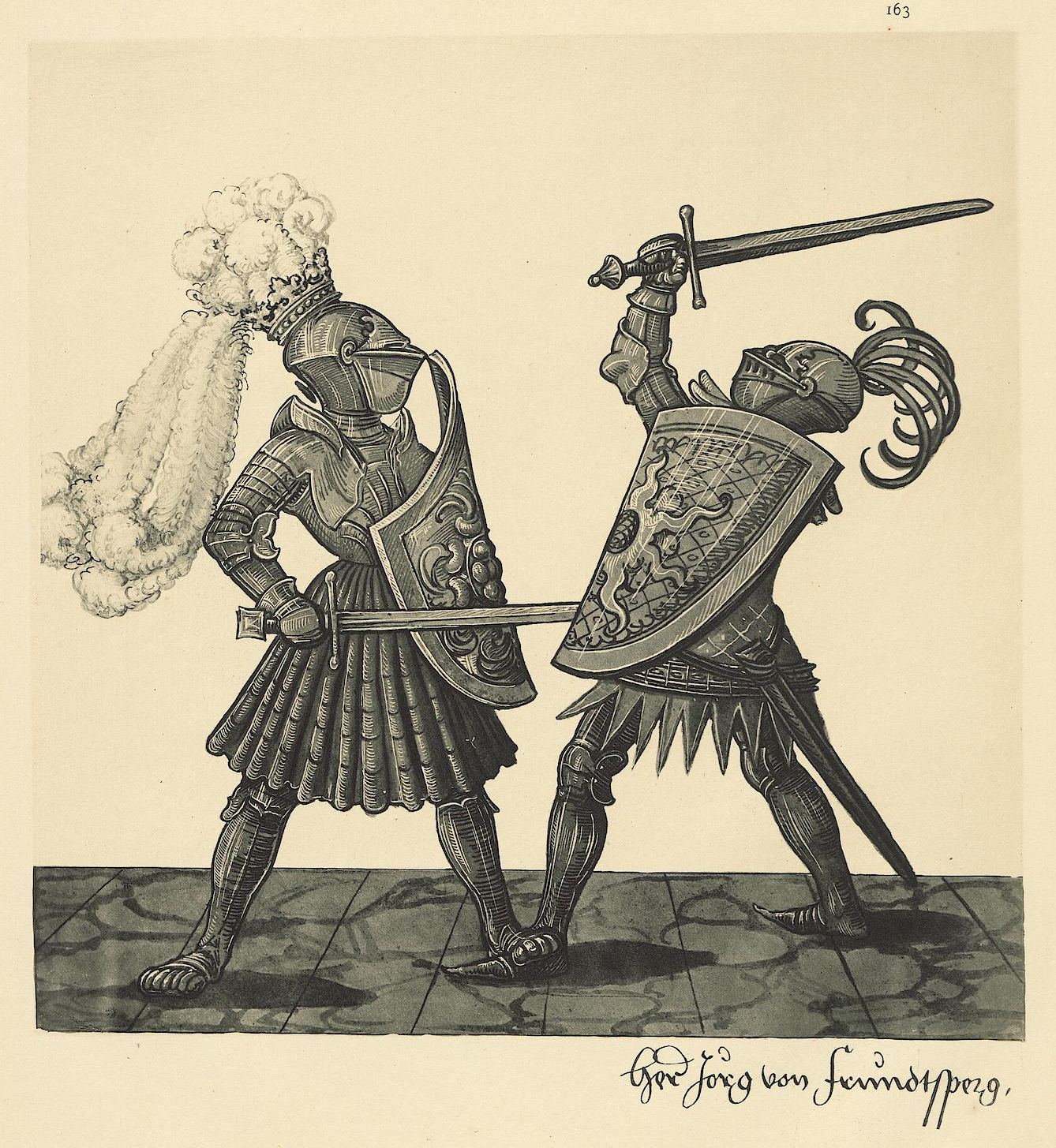
Пеший поединок на мечах. Гравюра из турнирной книги императора Максимилиана I «Фрейдаль», 1512 г.

Помимо этого, некоторые виды турнирных состязаний, например, бой на булавах, могут происходить от судебных поединков, т. н. «судов божьих», изначально доступных низшим сословиям.
Предположительно, турниры стали проводиться со второй половины XI века, хотя современный историк-медиевист Доминик Бартелеми датирует их временем не раньше 1120 года. Родиной их традиционно считается Франция. Придворный английского короля Генриха I Осберт Арденский упоминает разноцветные копья, привезённые им из-за моря специально для турнира, Гиральд Камбрийский в «Описании Ирландии» говорит о рыцарях, выполнявших тренировочные упражнения по примеру французов, а хронист Матвей Парижский под 1194 годом прямо называет турниры «галльскими боями» (лат. conflictus Gallicus). В самой Англии турниры распространились при короле Стефане Блуаском (1135—1154), вступившим в 1141 году в публичное единоборство с Робертом Глостерским при осаде Линкольна. Первое достоверное упоминание о турнире относится к 1062 году, когда во время осады замка два рыцаря сразились на глазах у обеих армий. Турниры тех времён ещё не имели чёткой организации, не регламентировалось использование определённого вида оружия или защиты тела. 
«Изобретателем» турниров называют Жоффруа де Прёйи Анжуйского (ум. 1066), который первым написал для них правила. В частности, в «Большой Турской хронике» сообщается: «Тогда же Годфрид де Прельи открыл турниры» (лат. Hic Gaufridus de Preuliaco torneamenta invenit). Интересно, что сам Жоффруа де Прёйи был убит на турнире, для которого написал правила лично. Подлинность более раннего «Устава и привилегий конных игрищ» (лат. Statuta et privilegia Ludorum equestrium, sive Hastiludiorum), приписываемых германскому королю Генриху I Птицелову (ум. 936), вызывает сомнения у историков.
Во Фландрии, как сообщает хронист Гальберт из Брюгге, турниры начались в 1120-е годы, при графе Карле Добром, а в соседнем графстве Эно, согласно местному летописцу Жильберу Монсскому, не позже 1170-х, в правление Бодуэна V. Около 1150 года в немецких хрониках при описании турниров начинает фигурировать термин «бугурт» (нем. buhurt). В период с 1100 по 1400 год в английских и французских источниках используется и другой термин — «хейстильюд» (англ. hastilude, от лат. hastiludium), т. е. «копейные игрища». Впервые термин «турнир» (лат. tornoi) применительно к воинским упражнениям рыцарей употребляет под 1149 годом Гильом из Сен-Тьерри в жизнеописании Бернарда Клервосского. Германский хронист Оттон Фрейзингенский под 1157 годом сообщает, что в 1127 году в Вюрцбурге проводились «военные упражнения, которые ныне в просторечии называются турниром». В 1170 году Кретьен де Труа употребляет термин torno в значении спортивного турнира в романе «Эрек и Энида».
Во второй половине XII века популярность турниров растёт, особенно на севере Франции. Так, по утверждению прославленного английского рыцаря Уильяма Маршала (ум. 1219), выигравшего, согласно легенде, до 500 поединков, в период с 1170 по 1180 год там ежегодно устраивалось не менее полутора десятков ристалищ. По словам хрониста Роджера Ховеденского, очевидное влияние турниров на военную выучку рыцарской конницы заставило Ричарда Львиное Сердце отменить в 1194 году запрет на их проведение, ранее действовавший в Англии. Другой хронист Джоселин Бракелондский уточняет, что король установил лишь пять городов, где они впредь могли проводиться, организация же ристалищ в других местах приравнивалась к преступлению против короны.

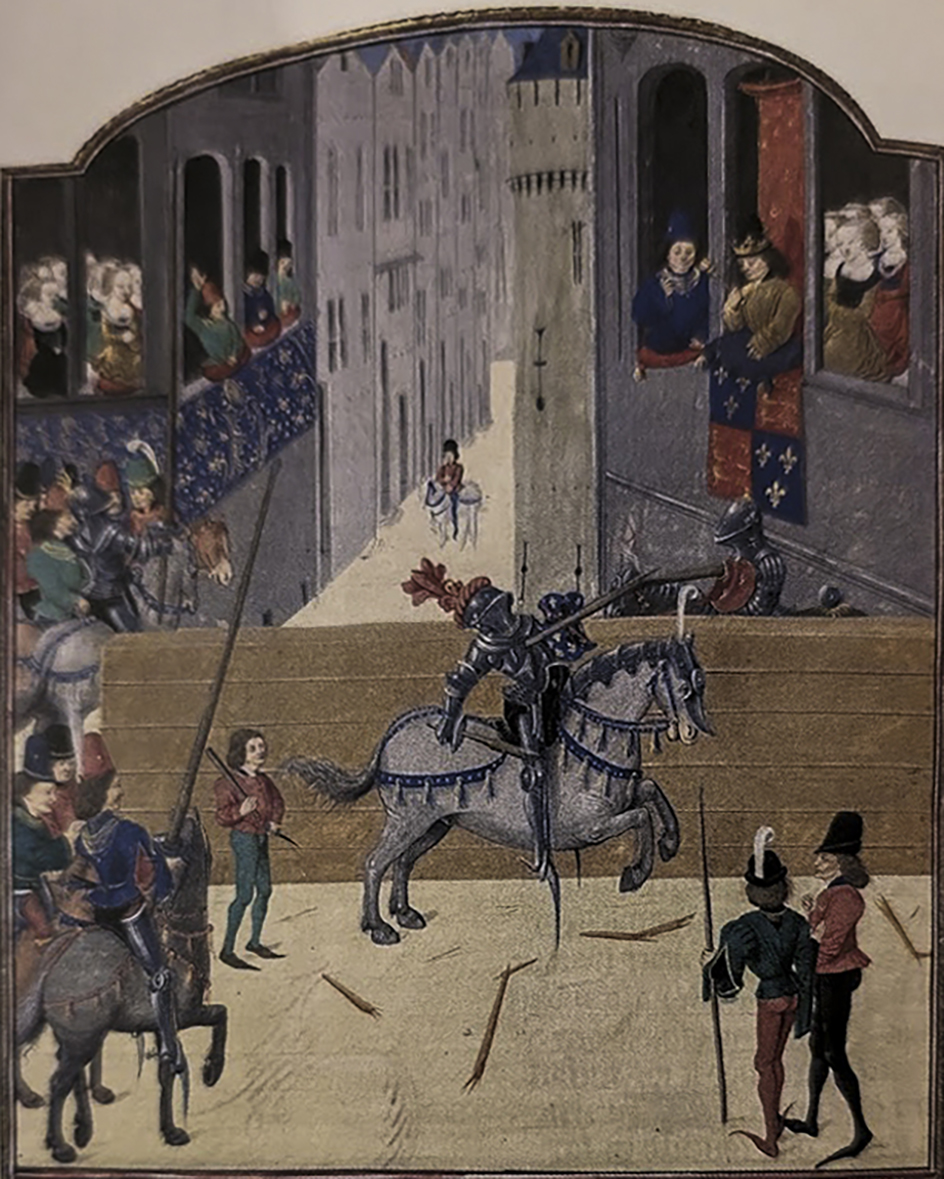
Копейный поединок между королём Эдуардом III и Жаном де Бомоном (1342). Миниатюра из «Хроник Фруассара»

В Италии турниры появились после участия пизанцев в союзе с каталонцами в Балеарской войне (1114—1115), однако широкое распространение получили лишь при короле Неаполя Карле I Анжуйском (1266—1285). В Византии моду на них ввёл император Мануил I Комнин (1143—1180), женатый первым браком на Берте Зульцбахской, а после захвата в 1204 году Константинополя европейскими крестоносцами они становятся там обыкновением. Не позже середины XIII века они проникают в Западную Русь, известно, что в августе 1245 года несколько турниров проведено было под стенами осаждённого Даниилом Галицким Ярославля, причём в одном из них серьёзно пострадал претендент на Галицкий престол князь Ростислав Михайлович.
Эпохой расцвета турниров можно считать XIV—XV века, когда они проводились особенно часто и с большой пышностью. Признанными знатоками турниров и активными их участниками являлись короли Англии Ричард I, Эдуард III и Генрих VIII, герцог Анжуйский Рене Добрый, французские короли Филипп VI Валуа и Жан Добрый, герцог Бургундии Карл Смелый, король Португалии Жуан II, а также император Священной Римской империи Максимилиан I, которого называли «последним рыцарем» (нем. Der letzte Ritter).
Сам характер средневековых войн, на который определённым образом влиял рыцарский этикет, приводил к тому, что отдельные сражения могли приобретать черты турниров, как, например, историческая «битва тридцати» эпохи Столетней войны, состоявшаяся 26 марта 1351 года у замка Джосселин в Бретани, в которой с французской и английской стороны участвовало по 25 пеших и 5 конных воинов, или легендарный барлеттский вызов времён Второй итальянской войны, когда 13 итальянских рыцарей, служивших королю Фердинанду Арагонскому, 13 февраля 1503 года одержали верх над 13 французскими. С развитием военного дела и увеличением роли в нём пехоты и артиллерии, характер турниров постепенно менялся. И если во времена вышеуказанного Уильяма Маршалла по масштабам и числу участников они близки были к настоящим сражениям, то в эпоху позднего средневековья они становятся скорее ритуализованными спектаклями, демонстрацией жёстких этикетных норм. В основе сценариев рыцарских состязаний всё чаще появляются сказочные сюжеты с карликами, великанами, колдуньями и принцессами, как, например, на турнире в Брюгге, устроенном в 1468 году в честь бракосочетания Карла Смелого с Маргаритой Йоркской.
Турниры прекратились в XVI веке, когда рыцарская конница утратила своё значение и была вытеснена профессиональной пехотой — стрелками или ландскнехтами, вербовавшимися из горожан и крестьян. Во Франции формальным поводом для запрета турниров стал несчастный случай, произошедший в 1559 году в Париже на турнире, устроенном в честь заключения Като-Камбрезийского мира, когда граф Монтгомери смертельно ранил Генриха II обломком копья, который попал королю в глаз. В Англии последний турнир официально проведён был в 1625 году на свадьбе короля Карла I Стюарта. В Германии они имели место в Мюнхене в 1603 и 1613 годах, но носили уже характер придворных празднеств, равно как и ставившиеся там в 1658 и 1662 годах «турнирные оперы» (нем. Turnier-Opern). При Людовике XVI рыцарские турниры возрождены были при французском дворе в качестве театрализованного представления, мода на которое проникла в другие страны Европы, в том числе в Российскую империю, где подобная забава, называвшаяся «благородной каруселью», в последний раз проведена была в Москве в Нескучном саду в 1811 году.

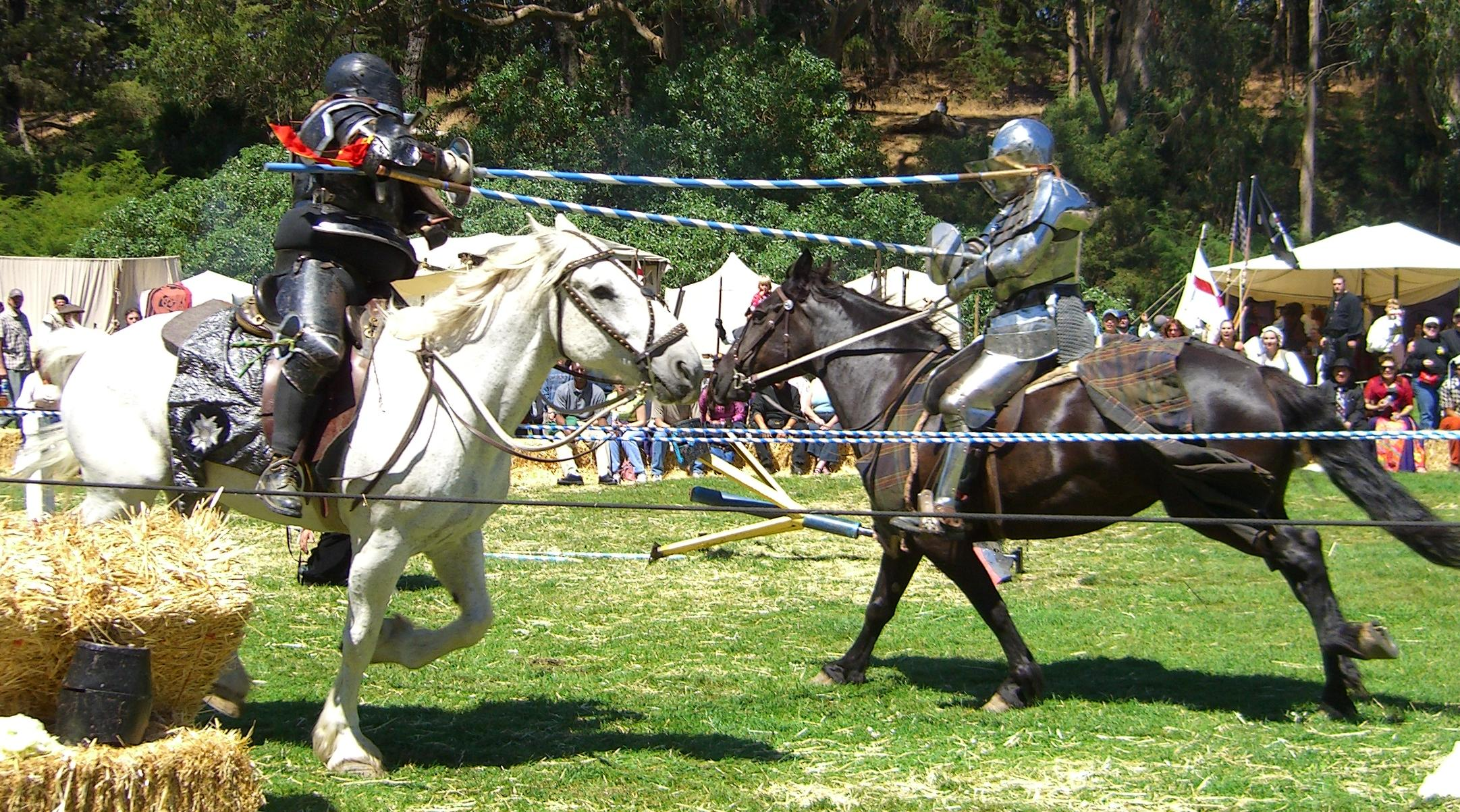
Современная реконструкция турнира

В 1839 году в Шотландии близ города Эрвин Арчибальд Монтгомери 13-й граф Эглинтон в собственном замке провёл масштабную реконструкцию средневекового турнира, пригласив на него немало знатных персон, в том числе принца Луи Наполеона, будущего императора Наполеона III. В 1935 году в США по инициативе Метрополитен-музея состоялся крупный турнир, состоявший из 44 схваток и длившийся 4 дня. В настоящее время отечественные и зарубежные военные реконструкторы периодически проводят фестивали, неотъемлемой частью которых являются рыцарские поединки. В России ежегодно проводится серия фестивалей «Турнир святого Георгия», участники которого занимаются реконструкцией рыцарских турниров Позднего Средневековья.

## Источники

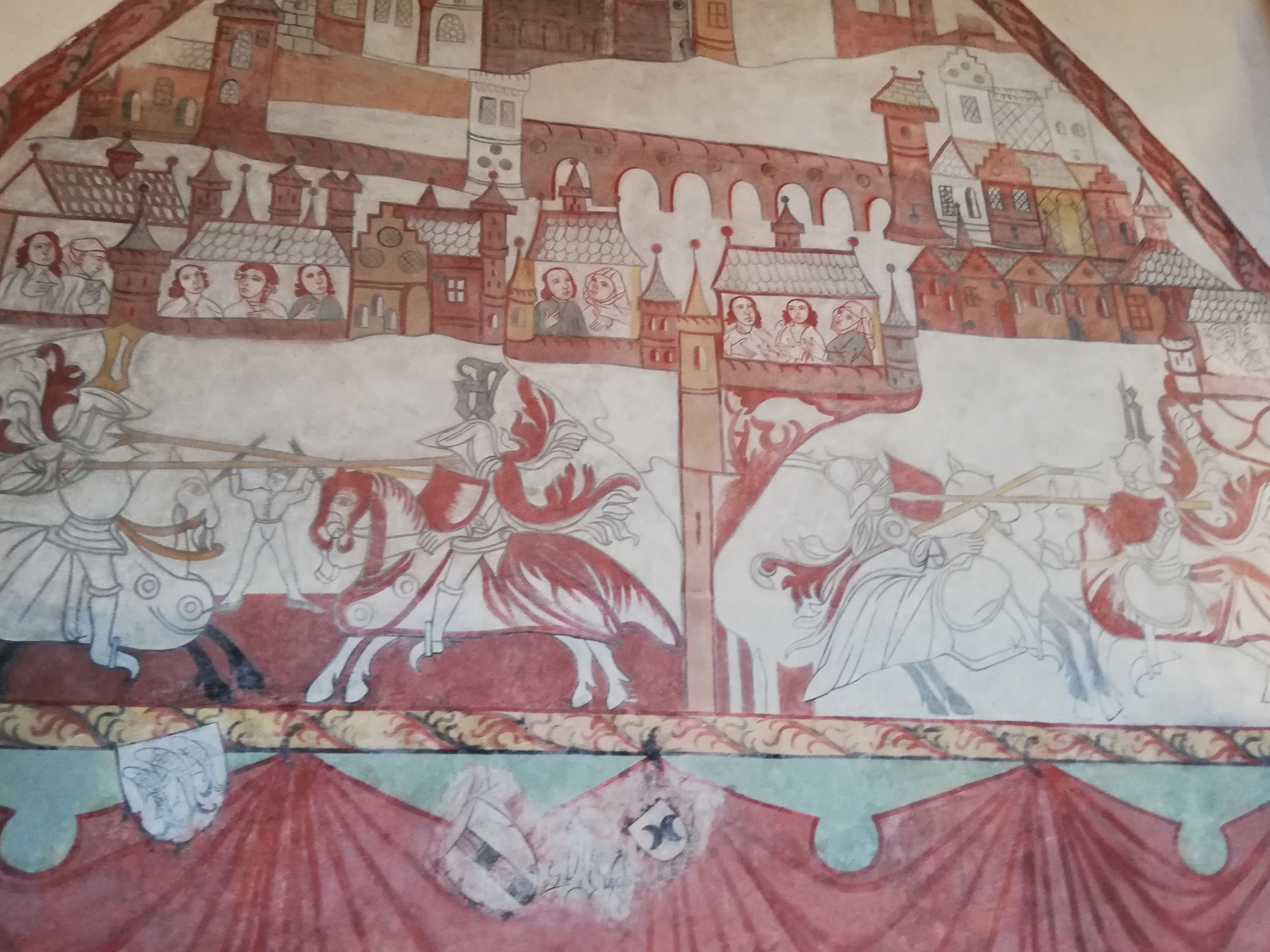
Рыцарский турнир. Настенная роспись замка в Пиcеке (Чехия), 1479 г.

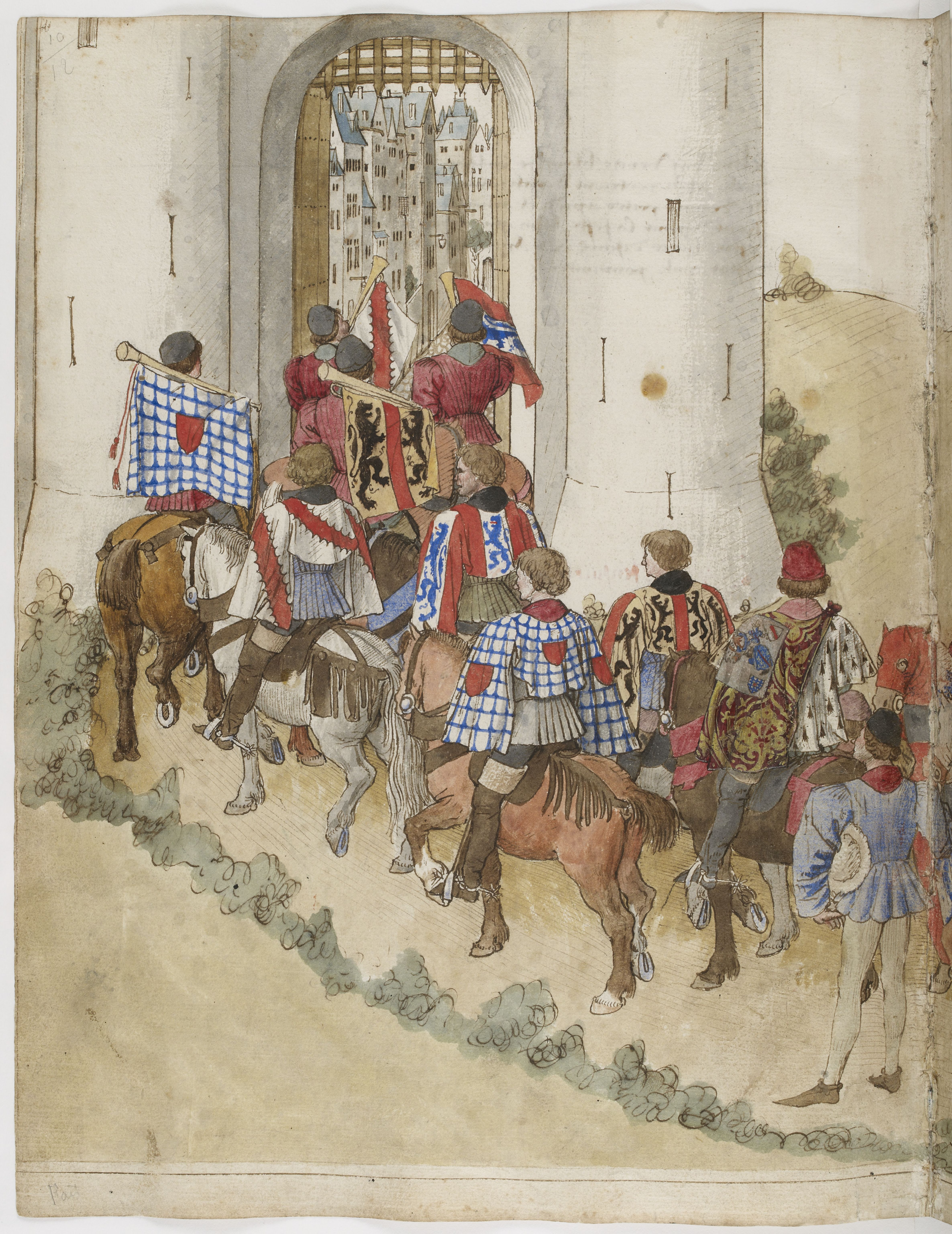
Прибытие герольдов в замок. Рисунок Бартелеми д’Эйка из «Книги турниров» Рене Анжуйского. Около 1460 г.

## Поводы

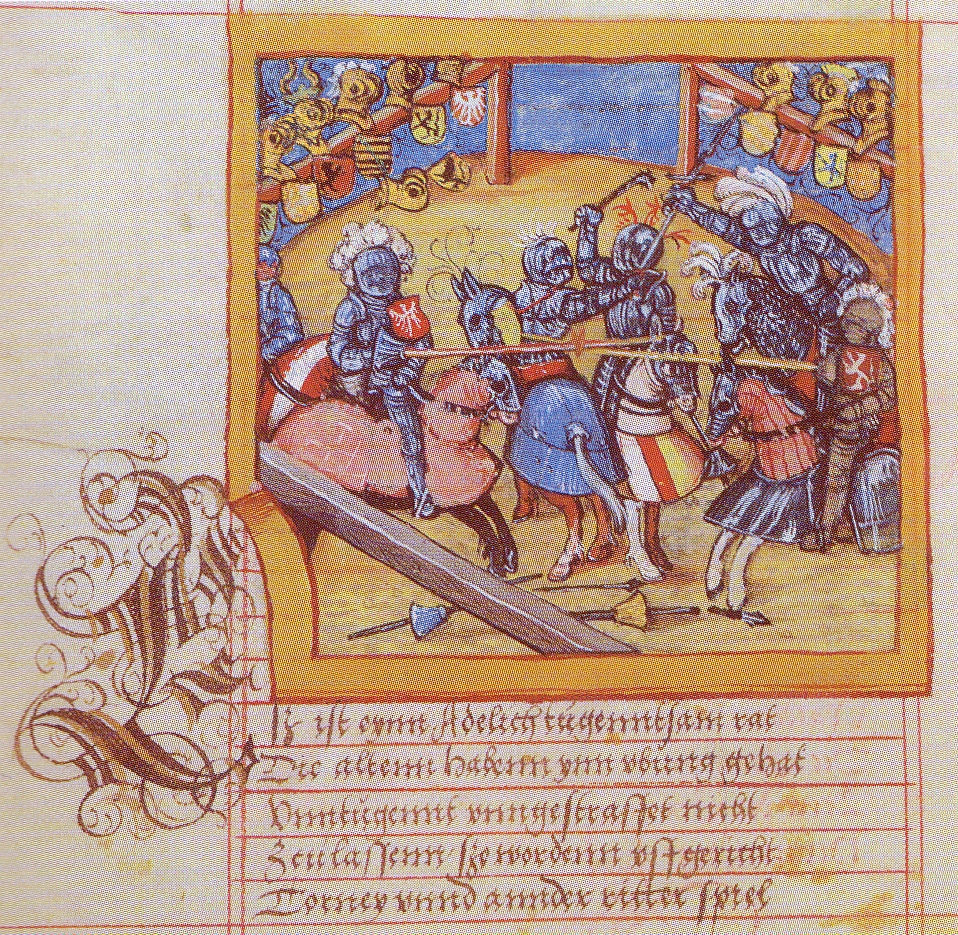
Рыцарский турнир в Ростоке (1311). Миниатюра из «Хроники правителей Мекленбургских» Николауса Маршалка, 1521 г.

Турниры обычно устраивались королями, князьями, курфюрстами, крупными сеньорами (герцогами, графами), либо баронами, по особенно торжественным случаям. Известная писательница и поэтесса Кристина Пизанская под 1412 годом сообщает, что в каждом диоцезе Французского королевства рыцарские ристалища устраивались не реже трёх раз за год.
Поводами для проведения турнира могли послужить самые различные события: возвращение феодала с войны или из крестового похода, бракосочетание высокопоставленной особы или объявление о помолвке, рождение наследника, церковный праздник, заключение важного военного или политического союза, подписание важного документа. Так, в 1215 году английскими баронами устроен был турнир в честь подписания королём Иоанном Безземельным «Великой хартии вольностей». Английский король Эдуард III устроил в январе 1344 года в Виндзорском замке турнир в честь основания им в подражание легендарному Артуру собственного Общества рыцарей Круглого стола, он же в 1357 году устроил ещё более пышный турнир на день Св. Георгия в Лондоне, по случаю перемирия, последовавшего после поражения французов при Пуатье (1356), пригласив на него в качестве почётных гостей пленённого в битве короля Жана Доброго и королеву-мать Изабеллу.
Также в качестве повода могли быть использованы въезд короля в город, посвящение в рыцари или просто желание развлечься во время затянувшейся осады. Королевские турниры нередко созывались в честь коронации или свадьбы принцев или иных членов королевского дома.
В отдельных случаях поводом для проведения рыцарских игрищ могла стать публичная казнь или расправа над политическими противниками. Так, по рассказу хрониста-францисканца Салимбене Пармского, полководец-гибеллин Эццелино III да Романо сжёг в 1256 году в Вероне одиннадцать тысяч пленных падуанцев, заперев их в одном большом доме, вокруг которого устроил турнирные состязания.
Нередко на турниры собирались рыцари со всех концов Европы, по крайней мере, со всей страны. Происходили турниры публично, при широком стечении феодальной знати и простонародья.

## Организация

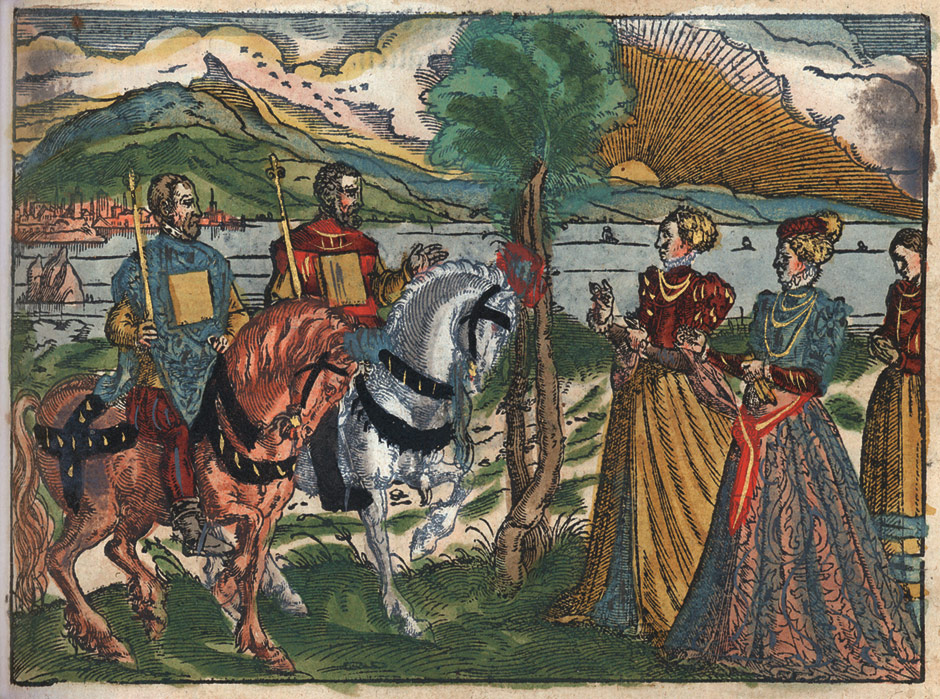
Встреча герольдов. Раскрашенная гравюра на дереве Йоста Аммана из «Книги турниров» Георга Рюкснера. 1578—1579 гг.

Договорённость о проведении турнира достигалась между его организаторами, один из которых — зачинщик — посылал вызов второму — защитнику — на поединок, который должен был стать центральным событием турнира. Рене Анжуйский в «Книге турниров» пишет следующее: зачинщик, перед тем как послать вызов, выбирал из числа наиболее уважаемых, авторитетных и опытных в военном деле дворян 4 герольдов (судей) — двух местных и двух любых, в том числе приезжих, для того чтобы судить поединки рыцарей и дворян (очевидно, что дворяне, не имеющие рыцарского звания, участвовали в турнире отдельно), и вместе с тупым турнирным мечом, который являлся вызовом на турнир, посылал грамоту, где указывал имена и звания участников турнира и своих судей. При этом вызов посылался «не со злым умыслом, но во всей любви и дружбе, дабы доставить удовольствие (защитнику) и развлечь прекрасных дам». Защитник мог и отказаться, ссылаясь на неотложные дела, которые помешают ему принять участие в турнире. Но если он принимал вызов и брал у герольда меч, то назначал своих судей, дабы те, встретившись с судьями зачинщика, могли обсудить время и место подготовки ристалища.
Рене Анжуйский пишет, что к кандидатам в судьи организаторы турнира обращались с письмами, и описывает подробно церемонию этого обращения, однако вполне могло хватить и устной договорённости. После определения ими места и времени проведения турнира, главный герольд с помощниками объявляют о проведении турнира, извещая всех живущих в данном регионе рыцарей.

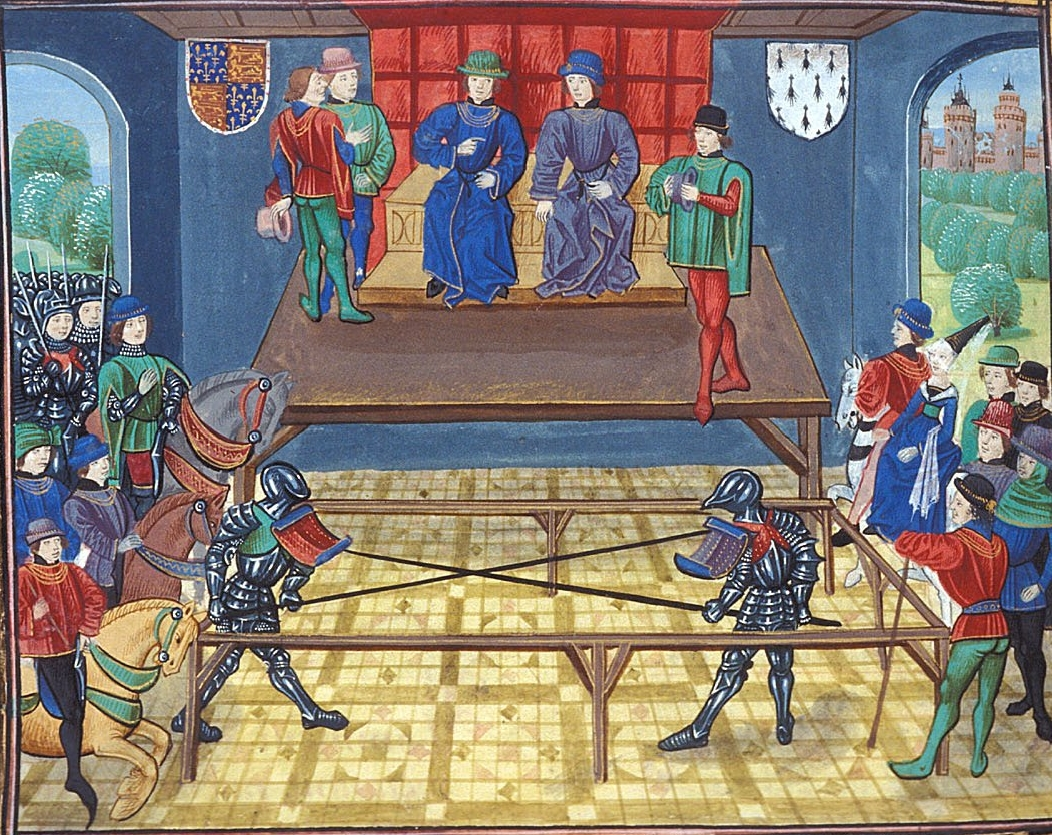
Пеший поединок между Томасом Вудстоком, герцогом Глостерским и Жаном де Монфором, герцогом Бретани. Миниатюра из «Хроник» Фруассара, XV в.

Для турнира избиралось подходящее место вблизи большого города, так называемое «ристалище». Ристалище имело четырёхугольную форму и было обнесено деревянным барьером — тилтом (англ. tilt). Рядом воздвигали скамейки, ложи, палатки для зрителей. Ход турнира регламентировался особым кодексом, за соблюдением которого следили герольды, они называли имена участников и условия турнира.
В случае, когда турнир проводился во время какого-то церковного праздника, то обычно его старались проводить недалеко от местных торговых центров (мест проведения ярмарок), дабы усилить наплыв зрителей на него. Да и само окружение турнира представляло собой весьма живописное зрелище. Так как места в городе, возле которого проводится турнир, обычно не хватало, то его участники заранее брали с собой походные шатры, предпочитая их простор тесноте комнат городских постоялых дворов. А так как каждый феодал стремился взять с собой сколь возможно более свиты, дабы роскошью своего выезда затмить всех вокруг, то к месту проведения турнира стекались реки из людей и повозок изо всех соседних сёл, городов и замков. Вокруг турнирного поля устраивались целые поселения из шатров, которые каждый участник или зритель благородного сословия брал с собой в достаточном количестве, дабы разместиться самому, разместить свиту, слуг и прочее необходимое. Естественно, вся эта толпа требовала соответствующего обслуживания — и к месту проведения турнира стекались торговцы со всех сторон, устраивая своеобразную ярмарку своих товаров, среди коих были съестные припасы, одежда, оружие и доспехи, лошади и так далее. Повсюду вывешивались флаги, раскрашенные щиты и гербы.

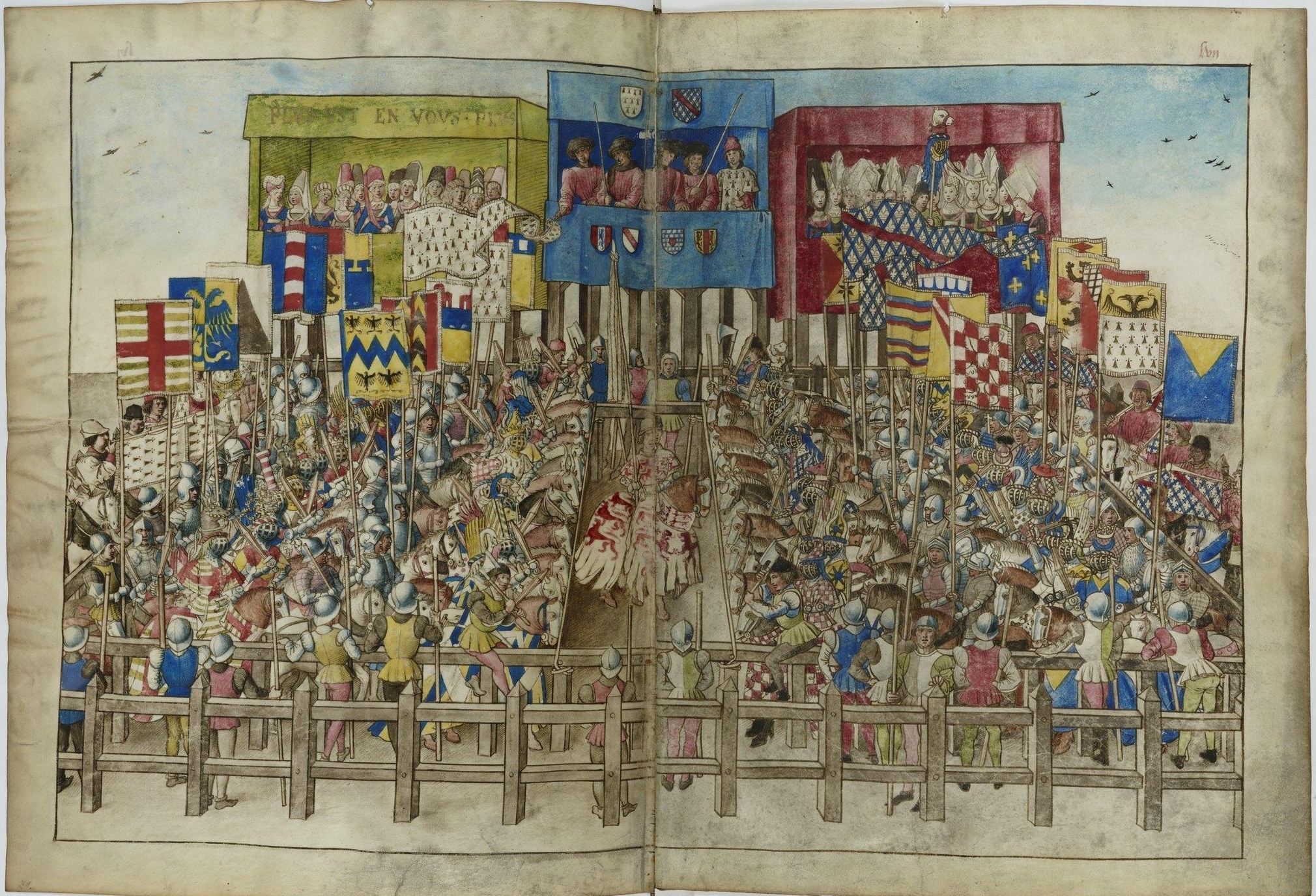
Групповой турнир. Рисунок из «Книги турниров» Рене Анжуйского. Около 1460 г.

Арена, где предстоит турнир, ограждалась деревянной прочной оградой, и с одной её стороны строились из дерева трибуны для знатных зрителей. Отдельно строились ложи для наиболее знатных феодалов, организаторов турнира и тех прекрасных дам, которым выпала честь преподнести победителю турнира награду. В Манесском кодексе эти ложи прорисованы наиболее детально, также изображения их есть в рукописях «Хроник» Жана Фруассара и «Книги турниров» короля Рене.
Участники турнира — рыцари и оруженосцы — старались одеться для турнира как можно ярче и красивее. Так же точно — в наимоднейшую одежду — одевались и зрители. Таким образом, турнир был не только демонстрацией рыцарской доблести, но и своеобразным показом последней моды в одежде, доспехах и оружии. Особенностью турнирных одеяний участников было то, что для достижения максимального эффекта все детали турнирного доспеха покрывались тканевыми накидками — на доспех надевалась красочная гербовая накидка, на боевого коня — попона с изображениями герба хозяина, на шлем — нашлемное украшение (нем. crest), которое было чисто декоративной деталью, и потому делалось весьма причудливым. Нашлемные украшения, согласно тому же Манесскому кодексу, стали частью герба рыцарей в конце XIII — начале XIV века, и впоследствии уже являлись обязательной частью герба. Украшения эти изготавливались обычно из кожи и папье-маше, расписывались яркими красками и пришнуровывались к шлему. 

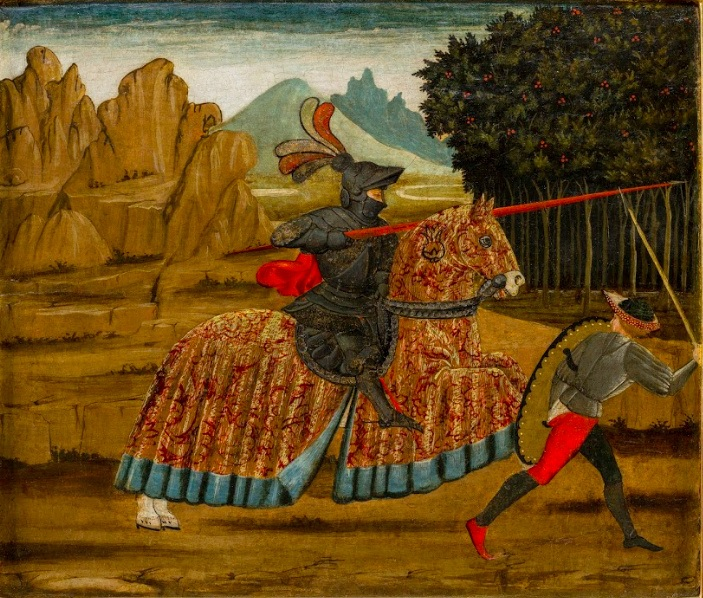
Рыцарь с оруженосцем на турнире. Анонимный флорентийский художник (1460—1490), Краков, музей Вавельского замка

Ещё одной обязательной деталью, украшающей шлем, были бурлет и намёт — тканевый валик, обычно 2-цветный, с пришитым к нему покрывалом, закрывающим заднюю часть шлема. Такие валики стали популярны во время крестовых походов, где они предохраняли шлем кавалериста от перегрева, а его самого от теплового удара. Впоследствии, с распространением шлема типа топфхельм, они стали весьма популярным украшением его. Зубчатая кайма намёта — намёк на изрубленные сарацинскими саблями намёты крестоносцев, что означает доблесть и боевой опыт его обладателя. Помимо феодала — участника турнира — в гербовые накидки (табарды) одевалась его прислуга на ристалище — пажи и оруженосцы, иногда его дама могла надеть платье с гербом — аппликацией. Одежда дам, надеваемая для турниров, отличалась некоторыми элементами от обычной парадной одежды.

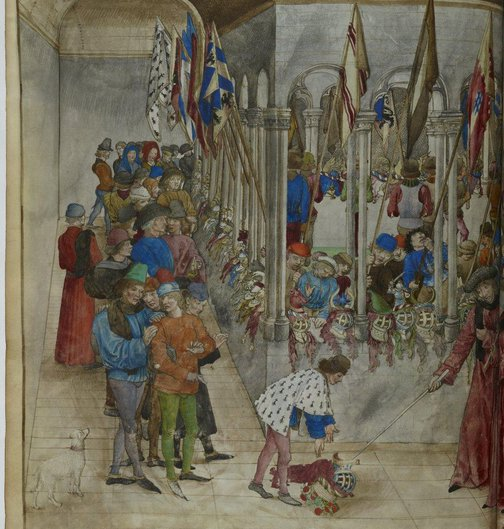
Облачение рыцарей-участников турнира. Рисунок из «Книги турниров» Рене Анжуйского. Около 1460 г.

В день, когда судьи и участники турнира прибудут на постоялые дворы, судьи должны вывесить на фасаде своего постоялого двора большую ткань, на которой нарисованы знамёна четырёх судей, вверху должны быть написаны имена хозяев турнира, зачинщика и защитника, а внизу, под знамёнами, должны быть написаны имена, прозвища, владения, звания и должности четырёх судей. Через день после этого, каждый участник должен принести свой герб и знамёна для изучения судьями, а затем они разделяются судьями: гербы — в одну сторону, знамёна — в другую, и потом показываются дамам. Вечером того же дня обычно происходят танцы, а на следующий день участники должны принести свои шлемы с навершиями для изучения их судьями и показа дамам. Шлемы эти выставляются на обозрение возле того места, где остановились судьи, дамы осматривают их, а помощник герольда называет имена их обладателей. И если кто из участников турнира плохо отзывался о дамах, то они могут коснуться его шлема, и это дело будет разбираться на следующий день. И всё же, ни один не будет побит на турнире, кроме как по решению судей, после того, как этот случай будет обсуждён и доказан и определена мера наказания, и тогда участник этот будет хорошо побит, так, чтобы он почувствовал это на своих плечах, и чтобы он в будущем не говорил плохо о женщинах, как делал ранее.
Кроме того, в это же время разбираются вопросы о других проступках, которые могли быть совершены участниками турнира, и которые подлежат наказанию. Иными словами, участие в турнире было открыто далеко не для всех, кто подходил под требования организаторов.
Далее, когда разбор дел окончен и приговоры произнесены, судьи делят участников турнира на две примерно равные половины для группового боя. Деление это делается затем, чтобы уравнять обе партии участников по их количеству, их опыту и мастерству, чтобы одна партия в групповом бою (бугурте) не имела перевеса изначально. По разделению слуги, принёсшие шлемы участников, уносили их, а герольд объявлял, что завтра все участники должны явиться на ристалище для произнесения клятвы участника турнира, на боевом коне и с оруженосцами, но без доспехов. Каждую партию возглавляя зачинщик турнира или защитник.
На следующий день зачинщик и защитник турнира, одетые сколь возможно богато, садились на боевых лошадей, и в сопровождении знаменосцев и слуг прибывали на ристалище, где уже собирались участники турнира, разделённые на партии. Первыми клятву участника турнира приносила партия зачинщика.
В этот день также устраивались танцы и объявлялось о начале турнира.

## Правила

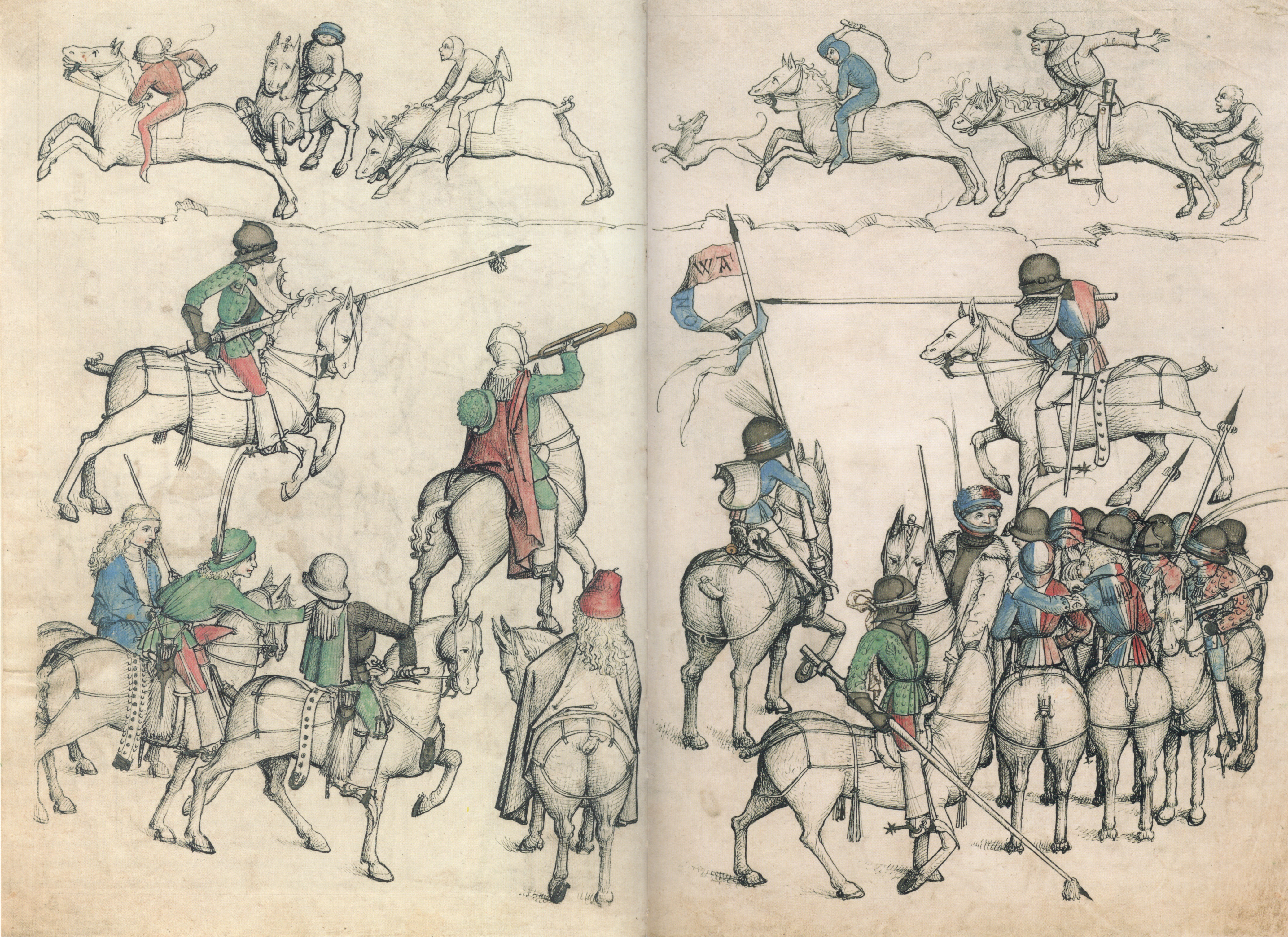
Рыцарский турнир. Иллюстрация из германской средневековой книги «Венера и Марс», 1480 г.

Правила для первых турниров написал французский рыцарь Жоффруа де Прёйи (ум. 1066).
Условия (правила) были различными. В XIII веке рыцарь не имел права участвовать в турнире, если не мог доказать, что четыре поколения его предков были свободными людьми. Со временем на турнире стали проверять гербы, ввели специальные турнирные книги и турнирные списки.
В Англии, согласно ордонансу Ричарда Львиное Сердце, турниры могли проводиться на пяти строго определённых ристалищах, располагавшихся в безлюдной местности. Каждый из участников обязан был уплатить налог — 20 марок серебром с графа, 10 — с барона, 4 — с рыцаря, имеющего земельный надел, и 2 — с безземельного рыцаря. «Устав» Эдуарда I ограничивал численность свиты, которую каждый рыцарь или барон мог привести с собой, строго обязывая участников турнира использовать специально затупленное оружие, а не боевое.
Множество постановлений относительно турниров издал король Франции Филипп VI Валуа, в числе важнейших статей из них:
1. На турниры не допускается тот дворянин, который сказал или сделал что-либо противное католической вере. Если такой человек все же будет пытаться участвовать в турнире, несмотря на запрещение, то да будет он побит и изгнан дворянами.
2. В число участников в турнире не допускается недворянин, а также тот, кто не представит свидетельство о своём воинском звании.
3. На турниры не допускается также всякий дворянин, изобличённый в вероломстве. Такого человека со стыдом изгоняют из турнира, его гербы бросают, а прочие соучастники турнира попирают ногами эти гербы.
4. К участию в турнире не допускается тот, кто скажет что-либо противное чести короля, своего государя; тот будет побит во время этого турнира и с позором выведен за барьер.
5. Всякий, кто употребит в дело насилие или оскорбит, даже только на словах, честь дамы или девицы, тот да будет побит как последний негодяй и изгнан из турнира.
6. Всякий, кто подделает печать свою или чужую, или даст ложную клятву, или похитит что-либо из монастыря, церкви или часовни, или другого какого-либо священного места, а также кто притеснит бедного, вдову или сироту и силой отнимет у них имущество, тот да будет подвергнут наказанию и изгнан из турнира.
7. Всякий пьяница и сварливый человек прогоняется из общества, присутствующего на турнире.
8. Всякий, кто ведёт недостойную жизнь, существуя ленными доходами от государя, а между тем промышляет товарами как простолюдины, того следует высечь на турнире и выгнать с позором и посрамлением.
9. Всякого, кто не явится на собрание, когда он приглашён, или же кто из алчности или по какому-либо другому поводу женится на девушке простого звания, следует исключить из турнира[51].

## Проведение

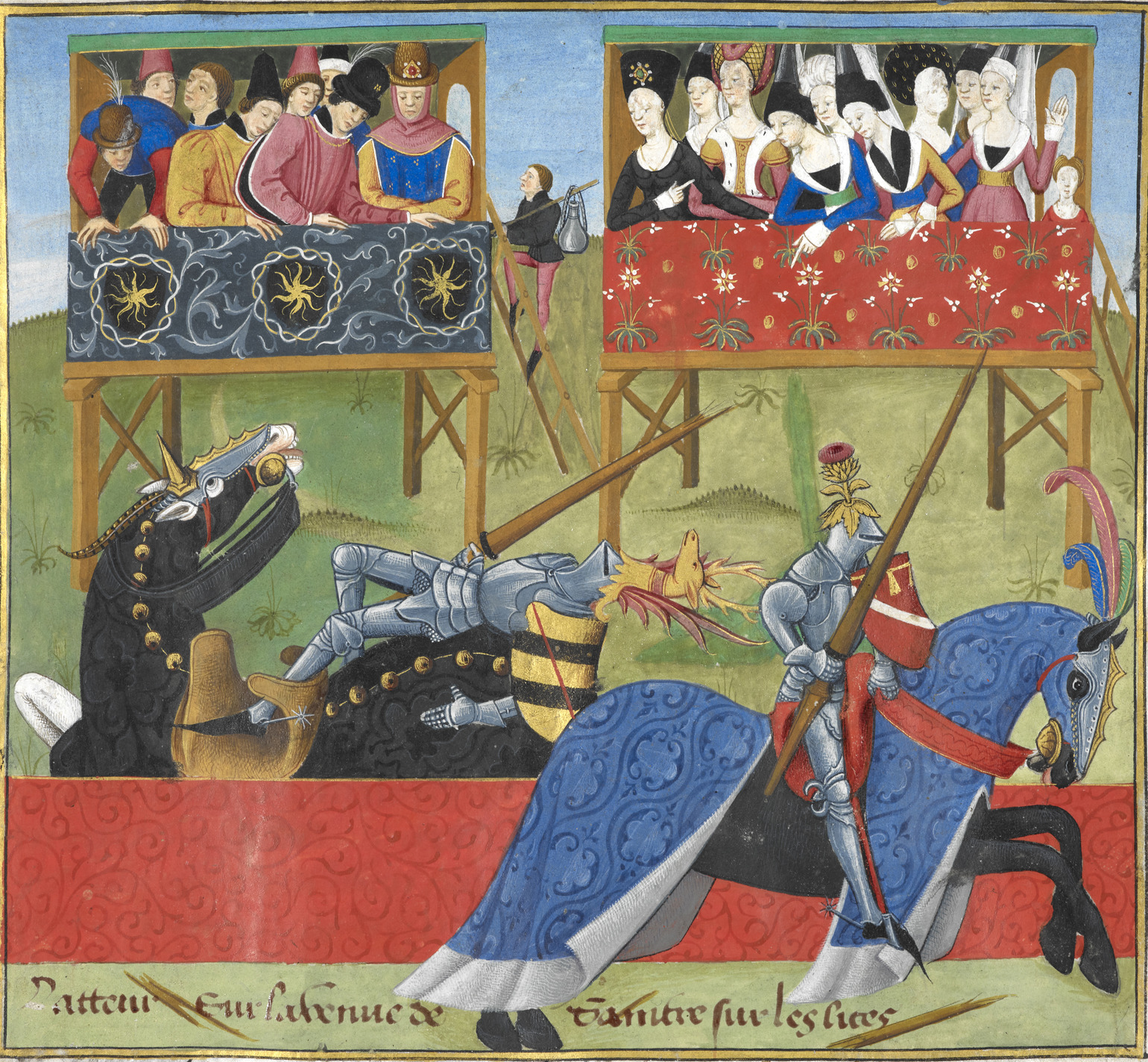
Тьост. Миниатюра рукописи романа Антуана де ла Саля «Маленький Жан из Сантре», 1470 г.

Следовала церемония открытия турнира: на устроенном заранее алтаре местный священник служит вместе с другими духовными лицами, сюда прибывшими, торжественную мессу (ибо «с благословения Божия начинается всякое дело, тем более настоящее»). Хотя церковь, по-видимому, бесплодно восставала против турниров и не в силах была уничтожить их совсем, но она много посодействовала изменению их характера — от настоящих поединков, участник которых рисковал жизнью как на войне, к театрализованным представлениям, сравнительно безопасным.
После окончания мессы участники турнира, которые молились наравне со всеми, садились на лошадей и устраивали колонну из 2-3 всадников в ряд, чтобы таким образом въехать на ристалище на глаза благородных зрителей на трибунах и простонародья. По сторонам — жонглёры, без которых не обходилось ни одно торжество, герольды и судьи турнира вместе с почётным судьёй (фр. chevalier d’honneur), заблаговременно избранным. Интересна роль последнего. Он служил как бы посредником между присутствующими дамами и участвующими в турнире рыцарями. Как только он был избран, к нему подходили судьи турнира в сопровождении двух красивейших дам и вручали ему головное дамское украшение — некое подобие бурлета с намётом. Он привязывал украшение к своему копью и не снимал её в продолжение всего турнира. Если во время боя дамы замечали, что кто-либо из участников в турнире слишком ослабевал, они поручали почётному судье вступиться за него. Дамский посредник спускал на такого рыцаря украшение своего копья, и никто уже не осмеливался тронуть этого рыцаря. Сам чепец назывался поэтому «дамской милостью» (фр. la Mercy des Dames). И это было действительно милостью в то время, когда на турнире легко можно было получить тяжёлые раны. Судьи турнира должны были иметь при себе белые шесты выше их роста, чтобы по ним можно было их узнать.

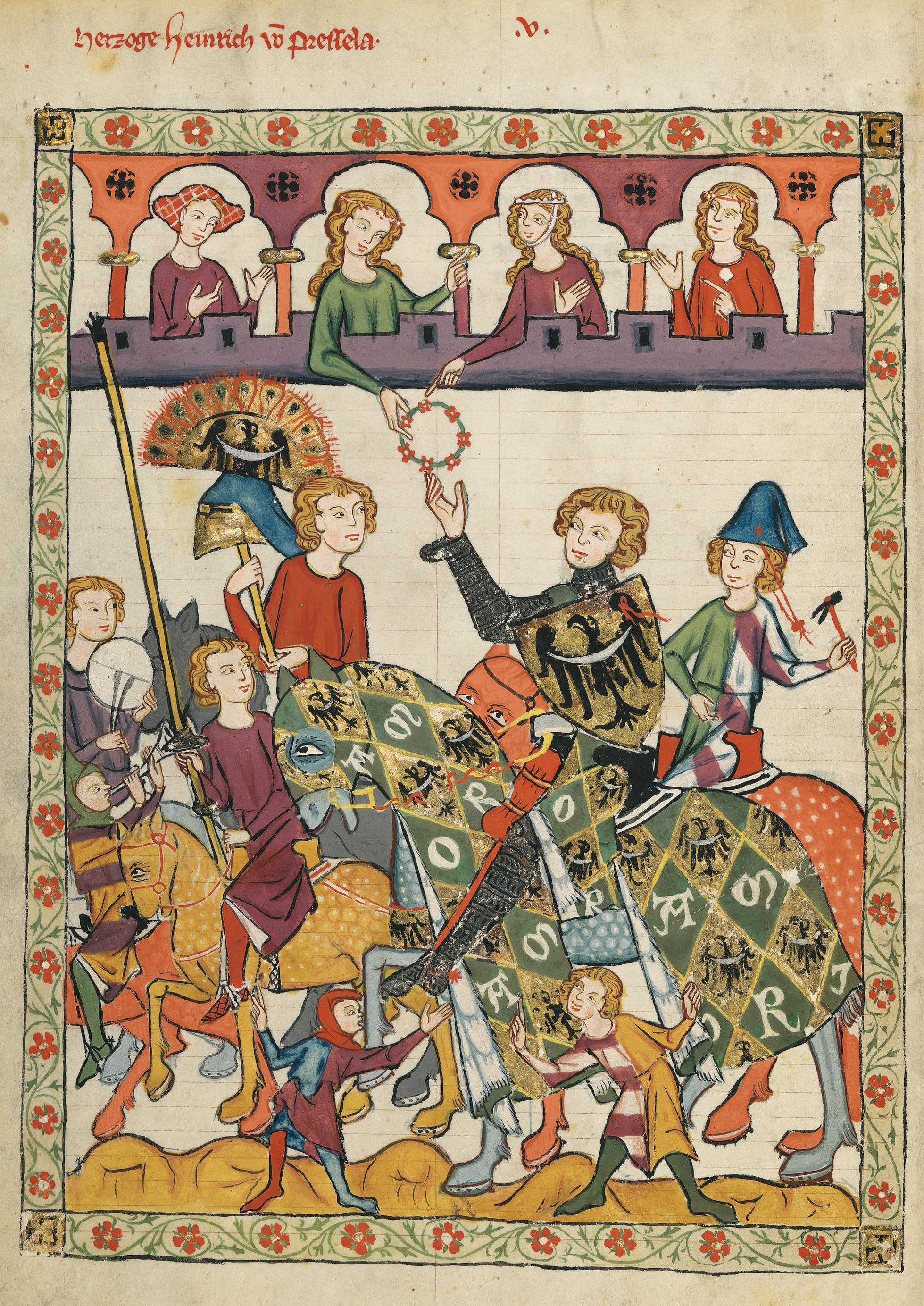
Вручение награды на турнире Генриху фон Бреслау. Миниатюра из «Манесского кодекса». Около 1300 г.

Перед основным днём состязаний обычно проводились состязания юных оруженосцев (т. н. фр. eprouves, vepres du tournoi) — на том же, заранее приготовленном турнирном поле, которое называлось ристалищем, но с ещё более безопасным оружием, чем рыцарские турнирные копья и мечи. Случалось что отличившихся оруженосцев удостаивались особой чести — их прямо на ристалище посвящали в рыцари, и они получали позволение принять участие в самом турнире.
Обычно турнир начинался с поединка рыцарей, только что посвящённых в рыцарское звание, на копьях — так называемого «жюте». Начиная с XIII века такая конно-копейная сшибка, упоминавшаяся ещё веком ранее хронистом Уильямом Мальмсберийским, называлась тьостом (от англ. joust) — от старофранцузского joste, восходящего, в свою очередь, к вульгарно-латинскому juxtāre — сталкиваться (от лат. juxtā — сближаться). Рыцари старались выбить противника из седла, не упав самому, либо преломить своё копьё о щит противника. Затем устраивалось главное состязание — имитация сражения двух отрядов (фр. melee), формировавшихся по «нациям» или областям. Победители брали противников в плен, отнимали оружие и коней, заставляли побеждённых платить выкуп.
Обычно дама дарила рыцарю, к которому она проявляла свою благосклонность, какой-то элемент своей одежды — перчатку, платок, иногда отрывала рукав платья (вернее не рукав, а ленту — tippet — которой украшались рукава верхних платьев XIII—XIV столетий. Для такой цели лента не пришивалась намертво, а лишь прихватывалась нитками, чтобы её можно было легко оторвать). Деталь одежды рыцарь прикреплял к своему шлему или доспеху как знак благосклонности избранной им дамы сердца.
По окончании турнира назывались имена победителей, раздавались награды. Победитель турнира имел право выбрать царицу турнира (королеву любви и красоты).

«Средневековый воинский спорт, — пишет нидерландский историк культуры Йохан Хёйзинга, — отличается… и от греческой, и от современной атлетики тем, что в нём гораздо меньше естественности. Напряжение битвы обостряется такими побудительными стимулами, как аристократические гордость и честь, во всём их романтически-эротическом, искусном великолепии. Всё перегружено роскошью и украшательством, исполнено красочности и фантазии… Элемент подлинного мужества в рыцарском турнире, вне всякого сомнения, имеет ценность не меньшую, чем в современном пятиборье. И именно ярко выраженный эротический характер турнира требовал кровавой неистовости…»

### Групповые поединки

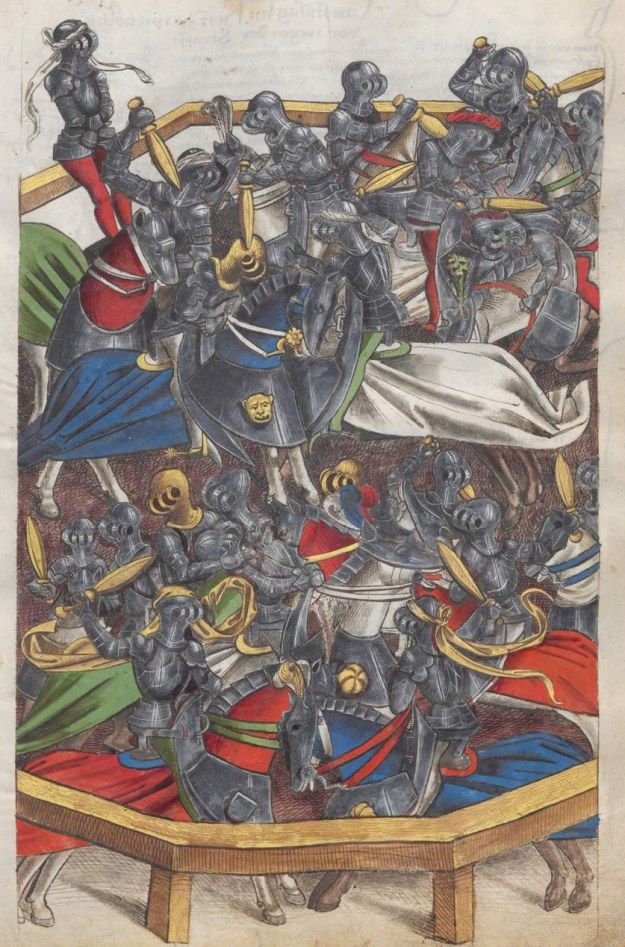
Групповой поединок на булавах. Миниатюра из гербовника Конрада фон Грюненберга, 1483 г.

Наиболее распространённым видом группового поединка в XIII—XV веках был бугурт (нем. byhurt, старофр. bohordeis), или меле (англ. melee; букв — «свалка»), в ходе которого разделённые на две группы участники турнира, вооружавшиеся, как правило, затупленным оружием, по команде своих капитанов атаковали друг друга, группами или один на один, пытаясь при помощи оружия или собственных рук столкнуть противника с лошади. Бугурты отличались, как правило, высоким уровнем шума, создаваемого криками участников и зрителей, звуками от ударов и столкновений, создававшими атмосферу натурального сражения.
Являясь, по своей сути, симуляцией сценариев настоящих боёв, бугурты играли важную роль и военной подготовке рыцарского сословия, а также возможностью пополнить его за счёт отличившихся в схватке оруженосцев, которым дозволялось в них участвовать. Вместе с тем, бугурты порой становились настолько кровавыми и проходили настолько беспорядочно, что на проведение их налагались официальные запреты.
В XV столетии, сначала в Германии, а затем в других странах распространяется пеший турнирный бой, одиночный или групповой. В следующем столетии пешие поединки проводятся, как правило, с барьером, нередко непосредственно перед конными состязаниями. В качестве оружия используются мечи, булавы, копья, альшписы, полэксы или иное древковое оружие.
В XVI веке в германских землях распространился новый вид пешего турнира Fussturnier, представлявший собой сражение двух групп рыцарей, разделённых барьером. Зачинщики в этом виде состязаний назывались «хранителями», или «защитниками» (нем. maintenators), а их противники — «искателями приключений» (нем. aventuriers). Каждый из участников такого турнира должен был нанести сопернику три удара копьём и четыре удара мечом. Относительно высокий барьер препятствовал тому, чтобы в пылу схватки её участники не вошли в клинч.
В XV столетии в Бургундии и владениях Рене Анжуйского становятся популярными инсценированные турнирные групповые бои — падармы (фр. pas d'armes), устроители которых проводили состязания на основе литературного сценария, с использованием пышных декораций.
В XVI веке появляется мода на театрализованные потешные осады замков шармютцель (нем. scharmützel), в которых задействовано было большое число участников. Так, в 1517 году на турнире, устроенном королём Франции Франциском I, отряд из 100 всадников и 400 пехотинцев штурмовал деревянную крепость, укреплённую рвами, в течение месяца; при этом использовались даже стрелявшие пустотелыми ядрами пушки.

### Парные поединки

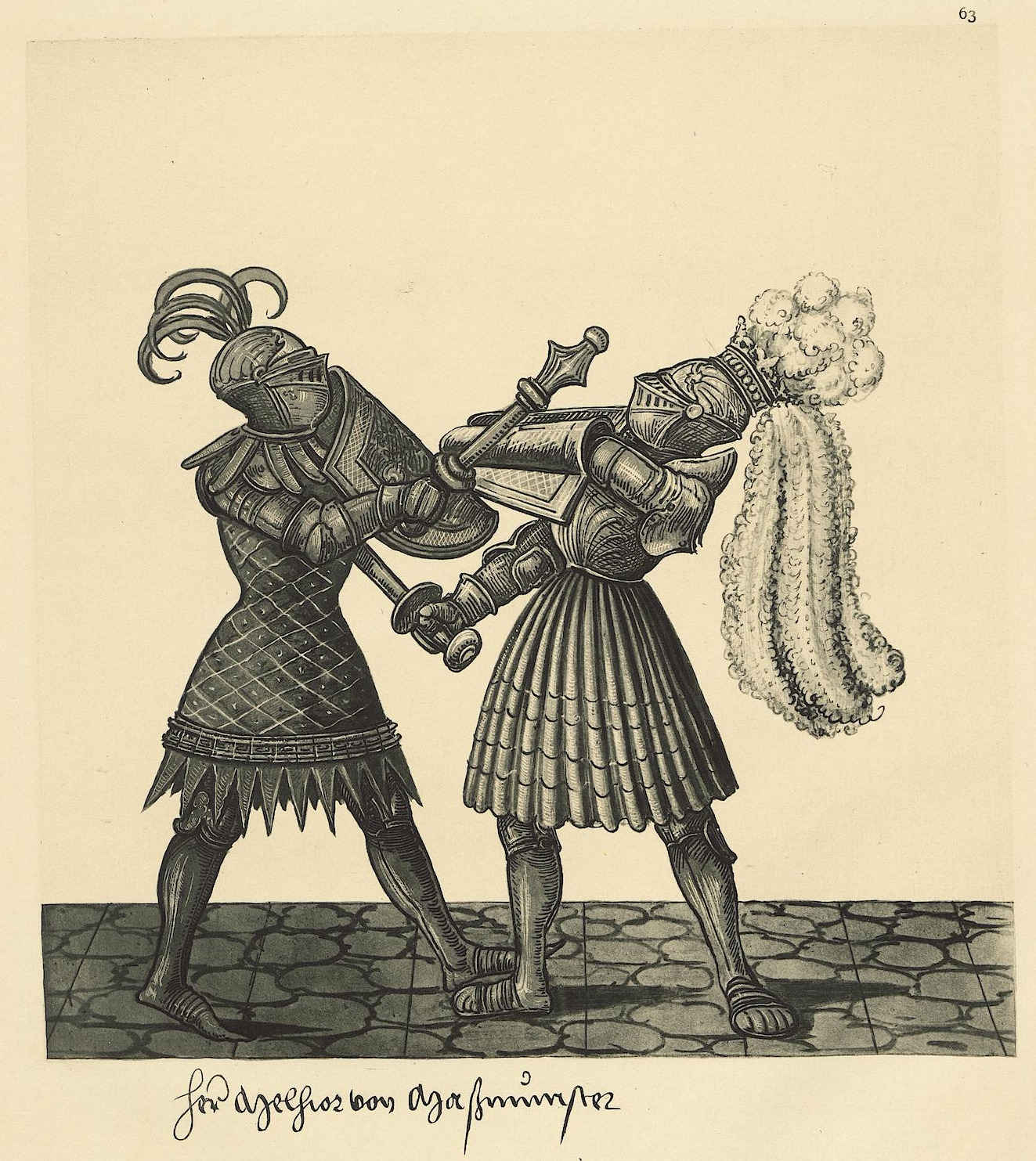
Поединок на булавах. Гравюра из турнирной книги Максимилиана I «Фрейдаль», 1512 г.

К концу XV века в германских землях утвердились три основные разновидности конных турнирных единоборств:

1. Гештех (нем. gestech) — поединок на поле для ристалищ с тупыми копьями или копьями с корончатыми наконечниками, участники которого не разделялись барьером, а главной целью было — преломить копья и выбить противника из седла.

2. Реннен (нем. rennen) или шарфреннен (нем. scharfrennen) — поединок на поле для ристалищ с острыми копьями, также без барьера, основная цель которого — выбить противника из седла.  В отличие от гештеха, в реннене практически не делались паузы между отдельными сшибками. 

3. «Итальянский поединок» (нем. Welsch Gestech) на копьях с корончатыми наконечниками, в котором соперники скакали вдоль разделяющего барьера, главной целью было — преломить копья. Внутри двух первых групп имелось немало вариантов.
В XV столетии в германских землях распространение получили парные поединки на булавах Kolbenturnier, значительно отличавшиеся от других видов единоборств тем, что в ходе них требовалось не нанести сопернику физический ущерб, а сбить с его шлема геральдический гребень. Оружием при этом служила колбен (нем. Kolben) — тяжёлая гранёная палица из прочного дерева длиной около 80 см, увенчанная на конце круглым яблоком и снабжённая железным диском для защиты руки. Изображение подобного оружия имеется в упомянутой выше «Книге турниров» Рене Анжуйского. Для боя на булавах рыцари использовали также специальные сферические шлемы, выкованные из одного куска железа и снабжавшиеся открывающимся решетчатым забралом.

## Травматизм

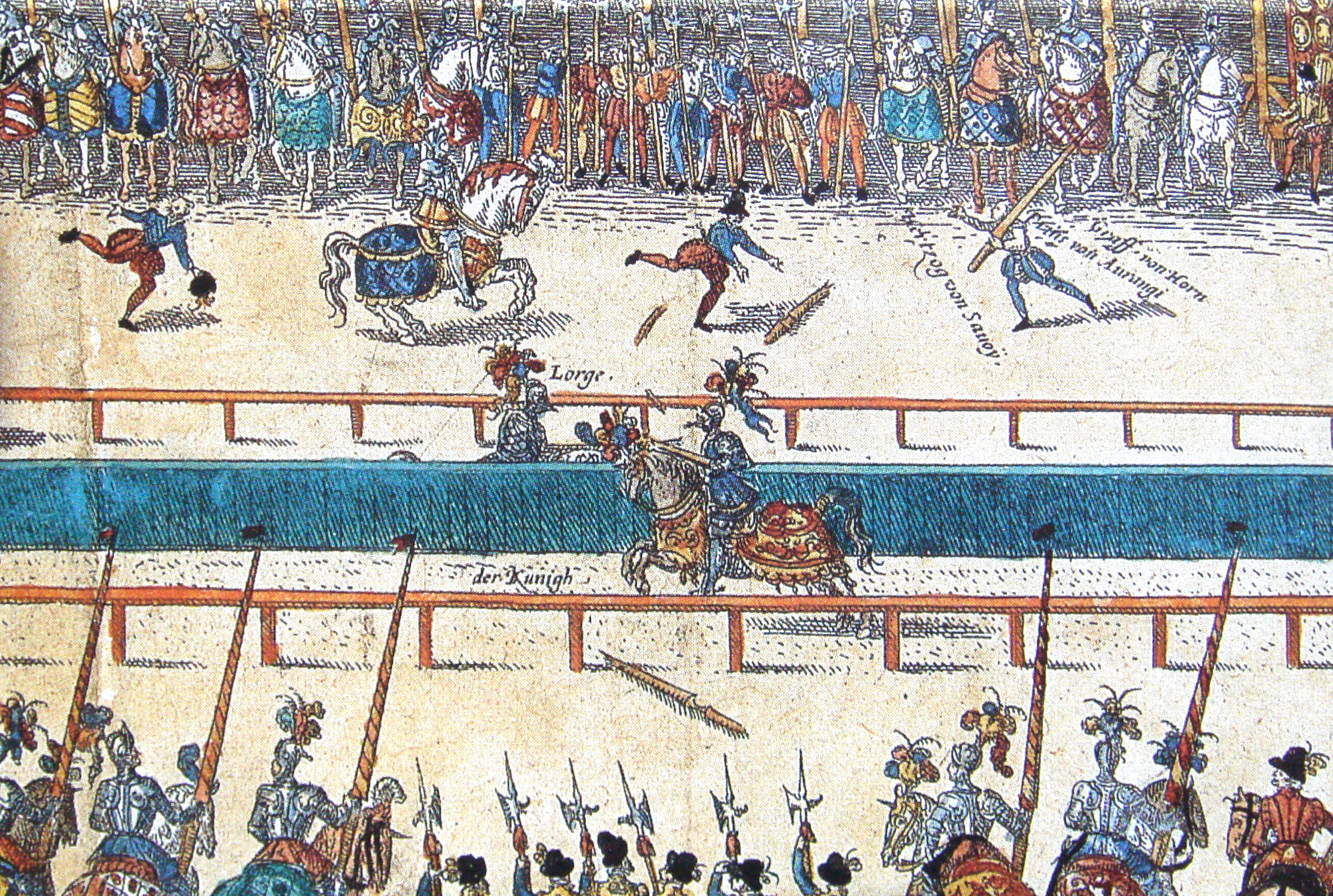
Смертельное ранение Генриха II на турнире 1559 г. Рис. из немецкого издания XVI в. «История Екатерины Медичи и Генриха II»

Турниры XII—XIII веков, как правило, отличались высоким уровнем травматизма и смертности, так как проводились на боевом оружии, часто заточенном, при тогдашней неразвитости защитного вооружения (кольчужный хауберк, кожаные или металлические ламелляры). От настоящих сражений они, по сути, отличались лишь запретом на убийство противника, который в пылу подобных схваток соблюдался не всегда. Так, в 1175 году в Германии на турнирах погибло 17 рыцарей, а на турнире 1240 года в Нойсе погибло более 60 человек.
Среди погибших на турнирах было немало известных людей. Так, 19 августа 1186 года на турнире в Париже погиб сын короля Англии Генриха II и Алеоноры Аквитанской герцог Бретани Джеффри II Плантагенет. В 1216 году  во время турнира в Лондоне был затоптан насмерть лошадьми Джеффри де Мандевиль, граф Эссекса, в 1241 году на турнире в Данстейбле получил смертельные раны сын прославленного чемпиона Уильяма Маршалла — граф Гилберт Пембрукский, а в 1274-м король Эдуард I Длинноногий, возвращаясь из Святой земли, едва не погиб на турнире в Шалоне, переросшем в кровавую бойню. В 1234 году Флорис IV, граф Голландии, был убит на турнире в Нуайоне, в 1238 году так же окончил свои дни его младший брат Виллем, а в 1258 году на турнире в Антверпене погиб его сын Флорис де Воогд, регент Голландии.
В 20-е годы XV века, в целях предотвращения смертельных травм, сначала в Италии, а затем повсюду в Европе, распространяется тилт (англ. tilt) — разделительный барьер, устанавливавшийся вдоль дорожки ристалища. Во Франции подобный барьер впервые упоминает под 1429 годом в своей хронике Ангерран де Монстреле, около 1430 года они появляются в Англии, в Германии же распространяются лишь к концу XV столетия. Сначала такие барьеры делали из ткани, натянутой на верёвке, позже подобную загородку составляли из деревянных щитов, покрытых полотном. Соперники должны были сближаться друг с другом каждый по свою сторону барьера.

## Отношение Церкви

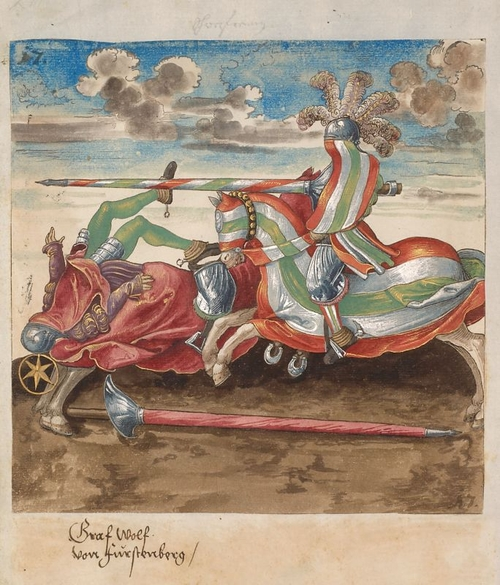
Таранный удар копьём. Раскрашенная гравюра из турнирной книги Максимилиана I «Фрейдаль» (1512)

Зная об опасности турниров, препятствовать их проведению довольно рано стало католическое духовенство. Так, в 1130 году на поместном соборе в Клермоне папа Иннокентий II официально осудил рыцарские ристалища, запретив хоронить убитых на них по христианскому обычаю, а в 1175 году архиепископ Магдебурга Вихман, узнав о том, что в течение года 17 рыцарей погибли на турнирах, отлучил всех участников последних от церкви. В 1179 году на Третьем Латеранском соборе папа Александр III ввёл запрет на турниры, пригрозив анафемой их организаторам и участникам. Этот запрет подтверждён был буллой папы Григория IX 1228 года, которая вновь была оставлена без внимания, в результате чего турнир 1239 года в Меце унёс уже свыше 80 жизней.

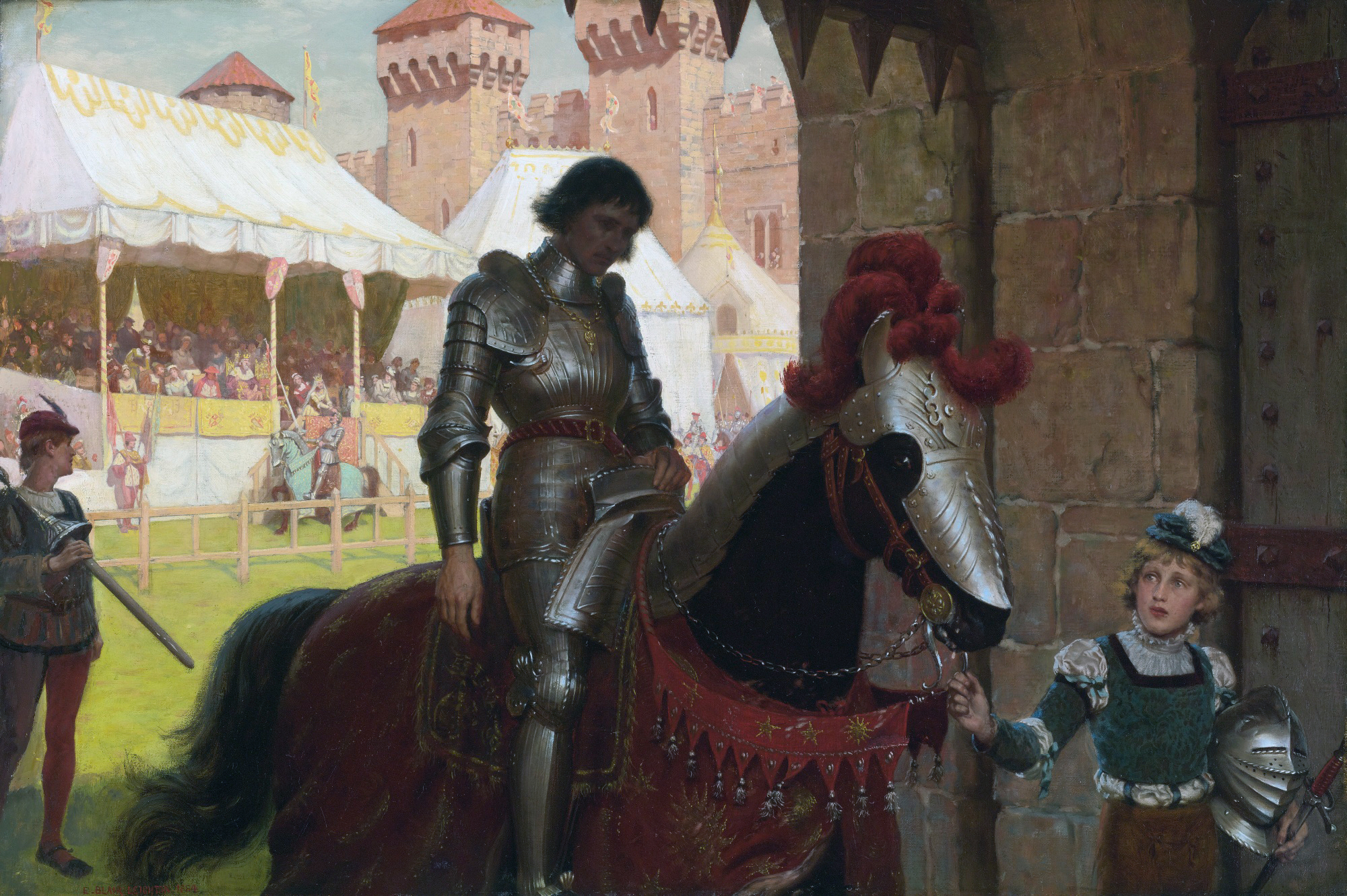
Эдмунд Блэр Лейтон. «Побеждённый», 1884 г.

Труды средневековых хронистов, основная часть из которых принадлежала к духовному сословию, полны инвективами в адрес устроителей рыцарских состязаний. Ламберт Ардрский (ум. 1227), придворный хронист и каноник графов Гин, называет их «торжищами мерзости». Вдохновитель Пятого крестового похода Жак де Витри (ум. 1240), избранный сначала кардиналом Тускуланским, а затем патриархом Иерусалимским, писал, что «с турнирами связаны семь смертных грехов: грех гордыни, очевидный сам по себе, поскольку эти нечестивые воины отправляются сражаться на турнире, дабы восхищать зрителей, хвастать своими подвигами и получать награду в виде суетной славы; грех зависти, ибо каждый завидует своим соратникам, видя, что те признаны более храбрыми в ратном деле, и изматывает себя, желая их опередить; у ненависти и гнева также широкий простор для деятельности, поскольку речь идет о сражении друг с другом, откуда люди выходят чаще всего смертельно раненными… Любители турниров настолько поглощены своим тщеславным удовольствием, что ничего не делают для достижения духовных благ, необходимых для собственного спасения; а что касаемо уныния, то у них оно часто проистекает оттого, что, не сумев восторжествовать над своими противниками, вынужденные порой даже постыдно бежать, они возвращаются весьма опечаленными». Шестым грехом де Витри называет чревоугодие, проявляемое рыцарями на сопровождаемых турниры пирах, а седьмым — сладострастие, поскольку их участники стараются завоевать благосклонность «бесстыдных женщин», щеголяя перед ними своей силой и своими подвигами.
Отношение католической церкви к турнирам наиболее характерно выразил в своём морально-дидактическом рассуждении «Наставление о грехах» (1303) английский монах-гильбертинец Роберт Мэннинг:
Гордыня свойственна одним,

Зависть свойственна другим,

Гнев, проявленный в бою,

Леность, когда удовольствие заменяет собой молитву.

Жадность до лошади противника

И его лат,

Чревоугодие на пиру

И последующий разврат.
В 1312 году к протесту пап присоединился французский король Филипп IV Красивый, рыцарское войско которого понесло серьёзный урон в войне с фламандцами, но его указ о запрещении ристалищ был проигнорирован, из-за чего повторные указы пришлось издавать его преемникам. В 1316 году папа Иоанн XXII снял утверждённый его предшественниками запрет на проведение турниров. 
Но и в конце XIV столетия английский хронист монах-августинец Генри Найтонский горячо возмущался повышенным интересом к турнирам со стороны молодых женщин, которые «расточали и тратили своё состояние» и «ни боящиеся Бога, ни смущённые голосом народной ярости, совратились с пути брачных добродетелей».
Эстафету в осуждении рыцарских ристалищ переняли гуманисты, так, Франческо Петрарка называл их «опасными сумасбродствами», указывая на то, что «нигде не сказано, чтобы Сципион или Цезарь проявляли свою удаль на турнирах», однако протесты его остались гласом вопиющего в пустыне.
В известном «Видении о Петре Пахаре» Уильяма Ленгленда (1377) турнирным бойцом в схватке со смертью и дьяволом представлен сам Христос, а в 1428 году король Кастилии Хуан II и его рыцари выступали на турнире в Вальядолиде, переодевшись в Бога и двенадцать апостолов.
Возмущения церковников по поводу турниров потеряли свою актуальность лишь в эпоху позднего Ренессанса, когда подобные состязания приобрели характер театрализованных действ и серьёзные травмы на них сделались редкостью.

## Вооружение

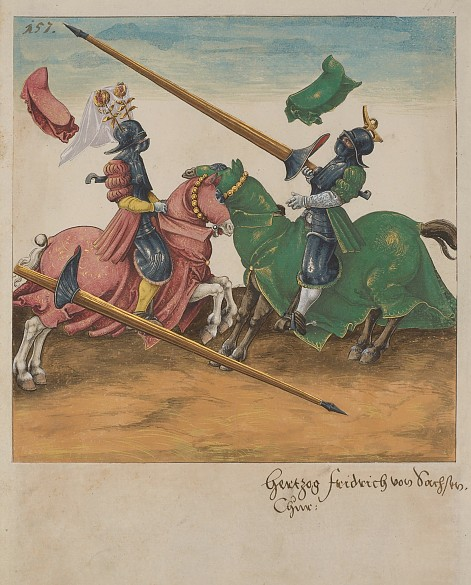
Поединок-реннен на «копьях войны». Раскрашенная гравюра из турнирной книги Максимилиана I «Фрейдаль» (1512)

К середине XIII века распространяются специальные копья для турниров, т. н. «копья мира», снабжённые железными наконечниками, выполненными в виде коронок (такие наконечники называли «кронелями» или «коронелями»), древки которых изготавливались из твёрдого дуба. Реже использовались копья с цельнокованным заострённым наконечником, называвшиеся «копьями войны». Техника владения подобным оружием оттачивалась с помощью квинтина (фр. quintaine, cuitaine) — упражнения на специальной мишени в виде чучела, снабжённого щитом, одетого в шлем и доспехи и укреплённого на вертикальной оси таким образом, что в случае неточного удара он поражал неумелого всадника жёстко закреплённым на нём кистенём, мечом или палкой.

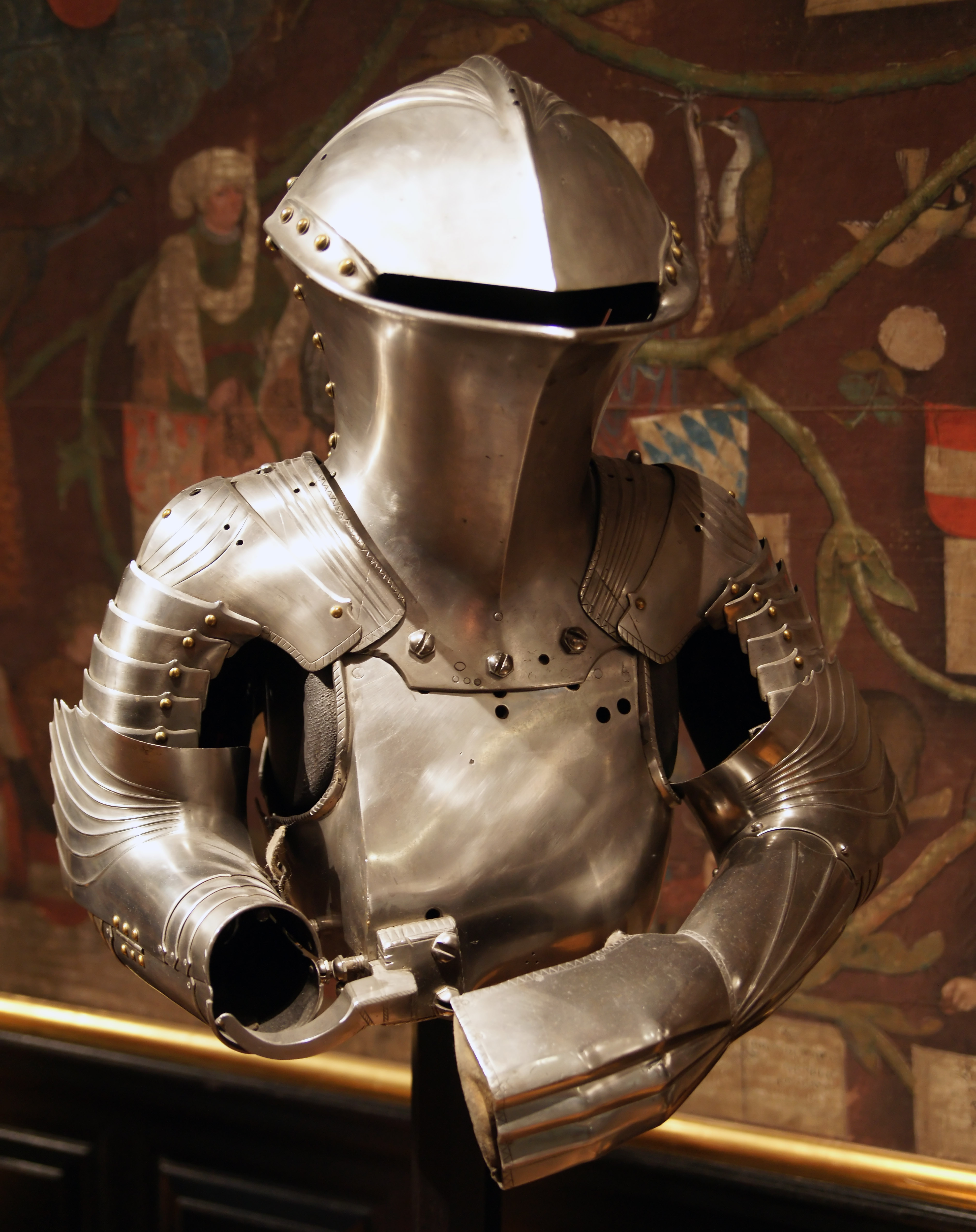
Турнирный доспех штехцойг Максимилиана I со шлемом «жабья голова». Аугсбург, 1494 г.

Со второй половины XII столетия стали использоваться также мечи с затуплёнными лезвиями и закруглёнными остриями. С середины XIII века рыцарские состязания начинают разделять на поединки до смерти (фр. a l'outrance), в которых использовалось заточенное оружие, и поединки для забавы (фр. a plaisance), в которых применялось т. н. «оружие куртуазности».
Английский «Статут [турнирного] оружия» (англ. Statutum Armorum) 1292 года, под страхом суда и тюремного заключения, не только запрещал использовать острое оружие на поединках, но и атаковать упавшего противника, которого выносили с поля боя его оруженосцы.
Признанный законодатель турнирной моды король Рене Анжуйский, сторонник ограничений относительно применения оружия, полагал копья слишком громоздкими для сражений на турнирах и считал более подходящим оружием затупленные мечи и кинжалы.
В XV столетии, наряду с клинковым оружием, популярность завоёвывает комбинированное древковое, прежде всего полэкс, обучение приёмам владения которым требовало немалого времени. В художественной биографии знаменитого бургундского рыцаря Жака де Лалена, которую приписывают гербовому королю ордена Золотого руна Жану Лефевру де Сен-Реми, полэкс упоминается 117 раз, в то время как меч — всего 33 раза, а кинжал — 15 раз.
Защитное вооружение для турниров в XI—XIII веках практически ничем не отличалось от боевого. Лишь в середине XIV столетия появляются элементы усиленных турнирных доспехов, в виде дополнительных железных пластин для рук и ног, наплечных щитков и стального ворота для защиты шеи. Тогда же копья начинают оснащать чашками на древке (фр. vamplant, или avant plate) для защиты кисти правой руки и предплечья.
В начале XV века распространяются специальные комплексы вооружения вроде штехцойга (нем. Stechzeug) и реннцойга (нем. Rennzeug), частично снизившие опасность получения смертельных травм. Штехцойг, предназначавшийся для гештеха (см. выше), снабжался специальным усиленным шлемом типа «жабья голова» (нем. Stechhelm), прочным тарчем, крепившимся к кирасе, которая дополнительно снабжалась крюком для удержания копья. Реннцойг был несколько легче, снабжался турнирным шлемом типа салада и предназначался для реннена (см. выше), изобретателем которого считали маркграфа Альбрехта-Августа Бранденбургского.
Но и после введения специальных доспехов участники турниров полностью не избежали опасности получить серьёзное увечье. Так, 10 марта 1524 году английский король Генрих VIII едва не погиб после того, как сломанное копьё отбросило забрало его шлема и осколки копья попали в лицо. А в 1559 году французский король Генрих II погиб после того, как обломок копья графа Монтгомери попал через забрало в лицо, проникнув в мозг.
Конский доспех для турниров — бард (англ. barding) — появляется в Европе ещё в XII столетии, но широко распространяется только в XIV веке. Первоначально он изготавливался из вываренной кожи (англ. cuir-bouille) и состоял из одного налобника и нагрудника, но во второй половине XV века возникают цельнометаллические конские латы, известные, в частности, по миниатюре 1480 года из Венского арсенала. Наиболее ранний сохранившийся конский доспех из Венского историко-художественного музея был изготовлен около 1450 года мастером Пьетро Инокенца да Фаэрно из Милана. В Бургундии во второй половине XV века принято было прикрывать конские латы расшитыми попонами, на которых часто изображались геральдические эмблемы.
Стоимость комплекта турнирных доспехов была весьма высока, и во второй половине XVI столетия обычно составляла от 100 до 200 талеров (от 20 до 40 фунтов стерлингов) для конного, и от 60 до 80 талеров (от 12 до 16 фунтов стерлингов) для пешего боя.

## Галерея

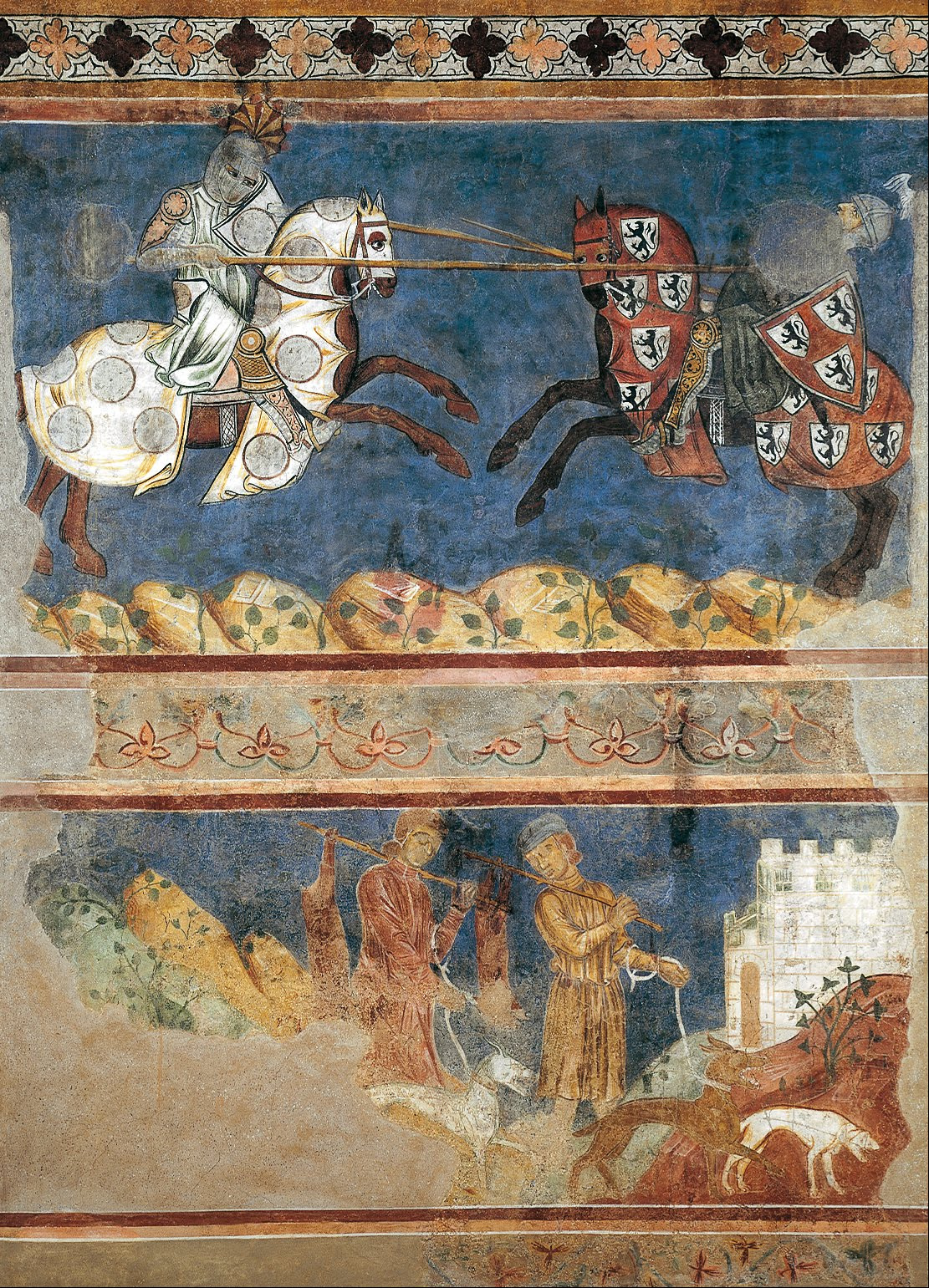
Фреска Аццо ди Маццетто с изображением турнира. Ратуша Сан-Джиминьяно, около 1290 г.
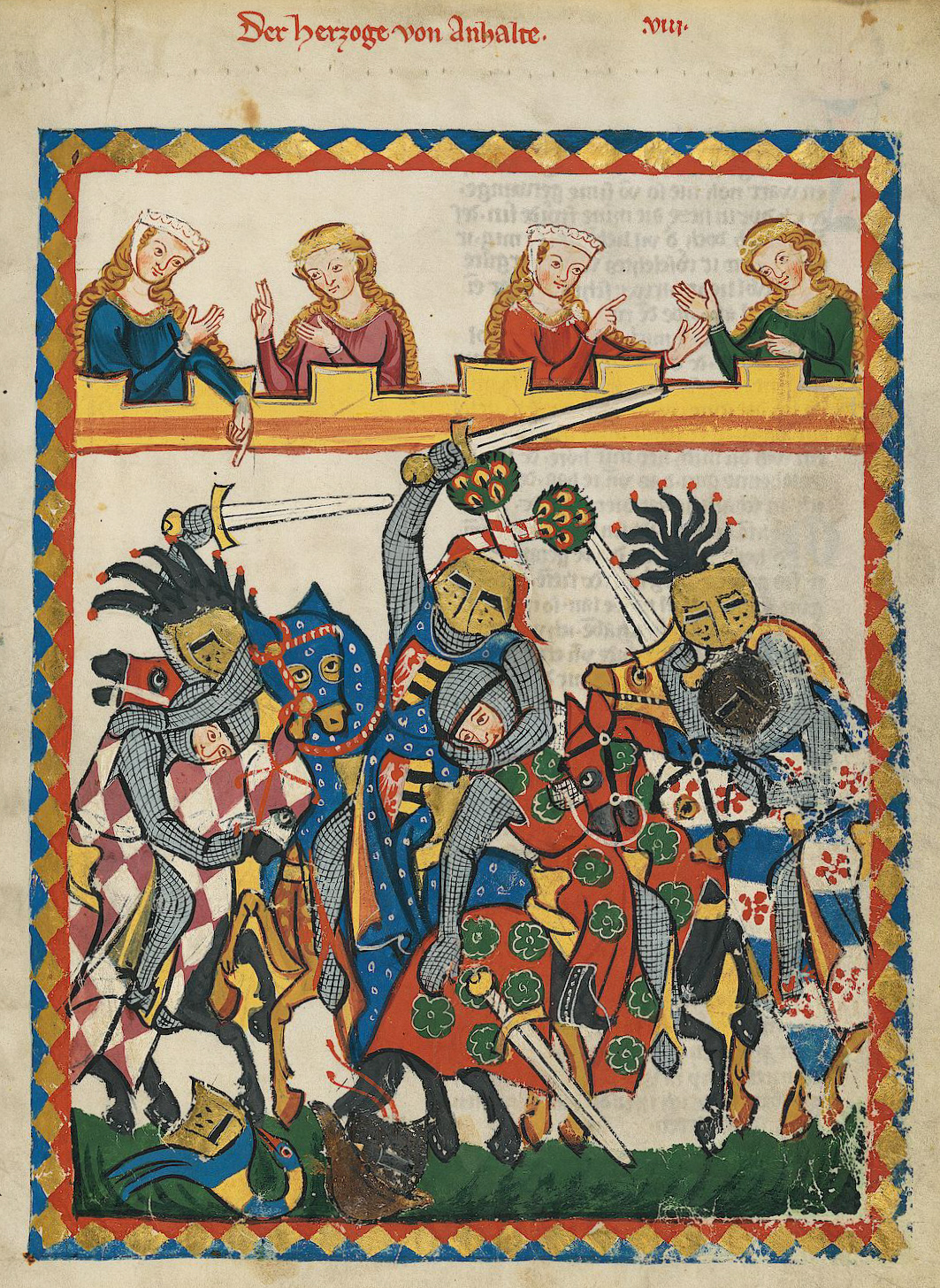
Рыцарский турнир. Иллюстрация из «Манесского кодекса», 1300 г.
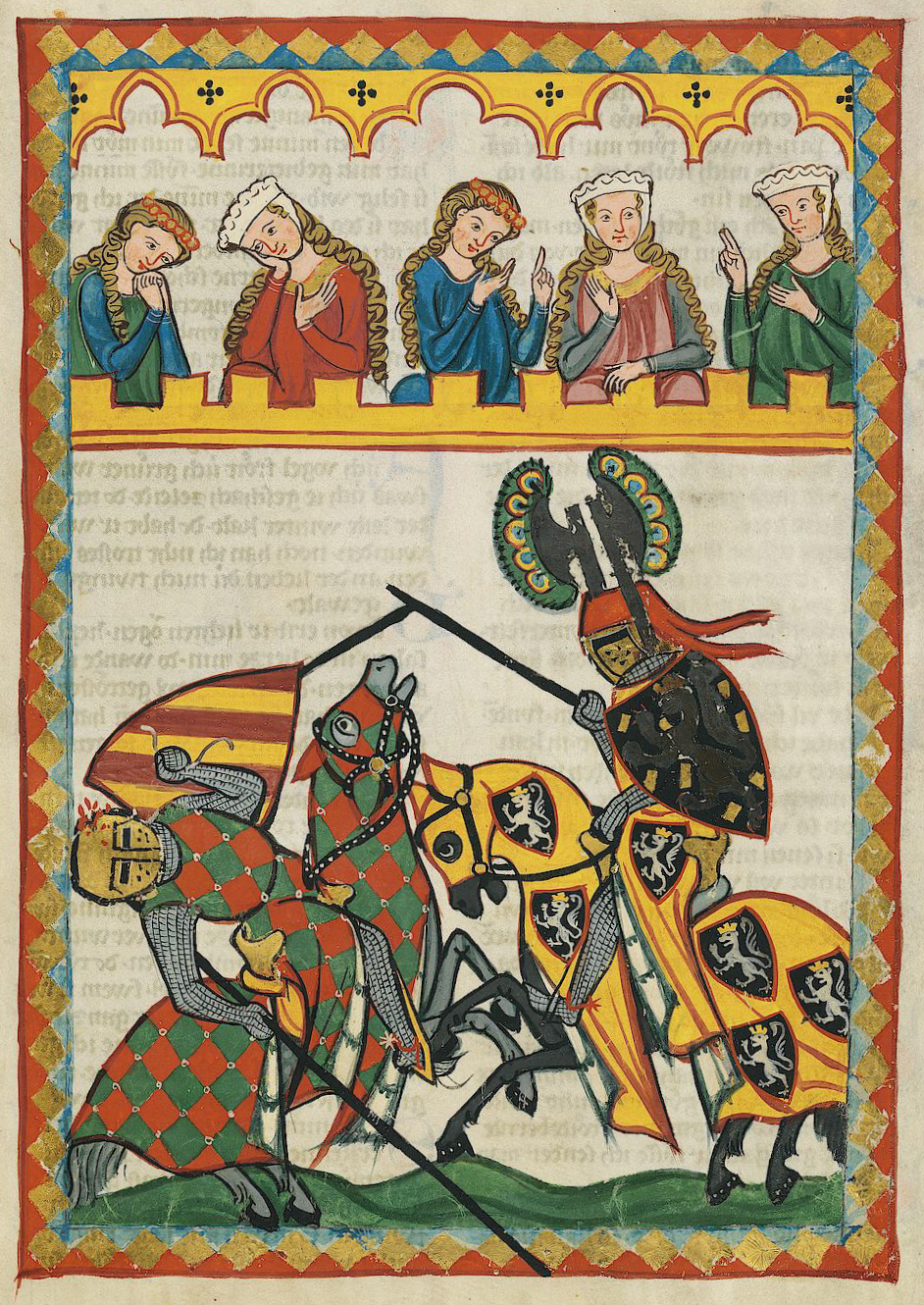
Миннезингер Вальтер фон Клинген на турнире. Миниатюра «Манесского кодекса», 1300 г.
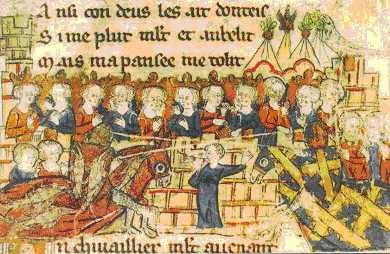
Рыцарский поединок. Миниатюра рукописи поэмы Жака Бретеля «Турнир в Шованси», 1310 г.
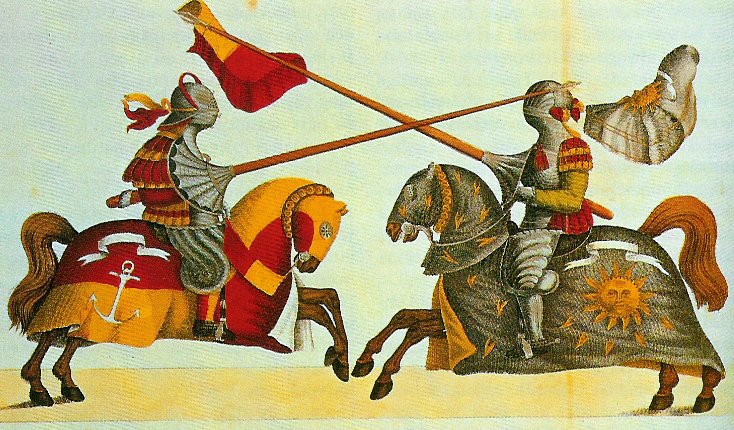
Реннен. Баварская гравюра XV века
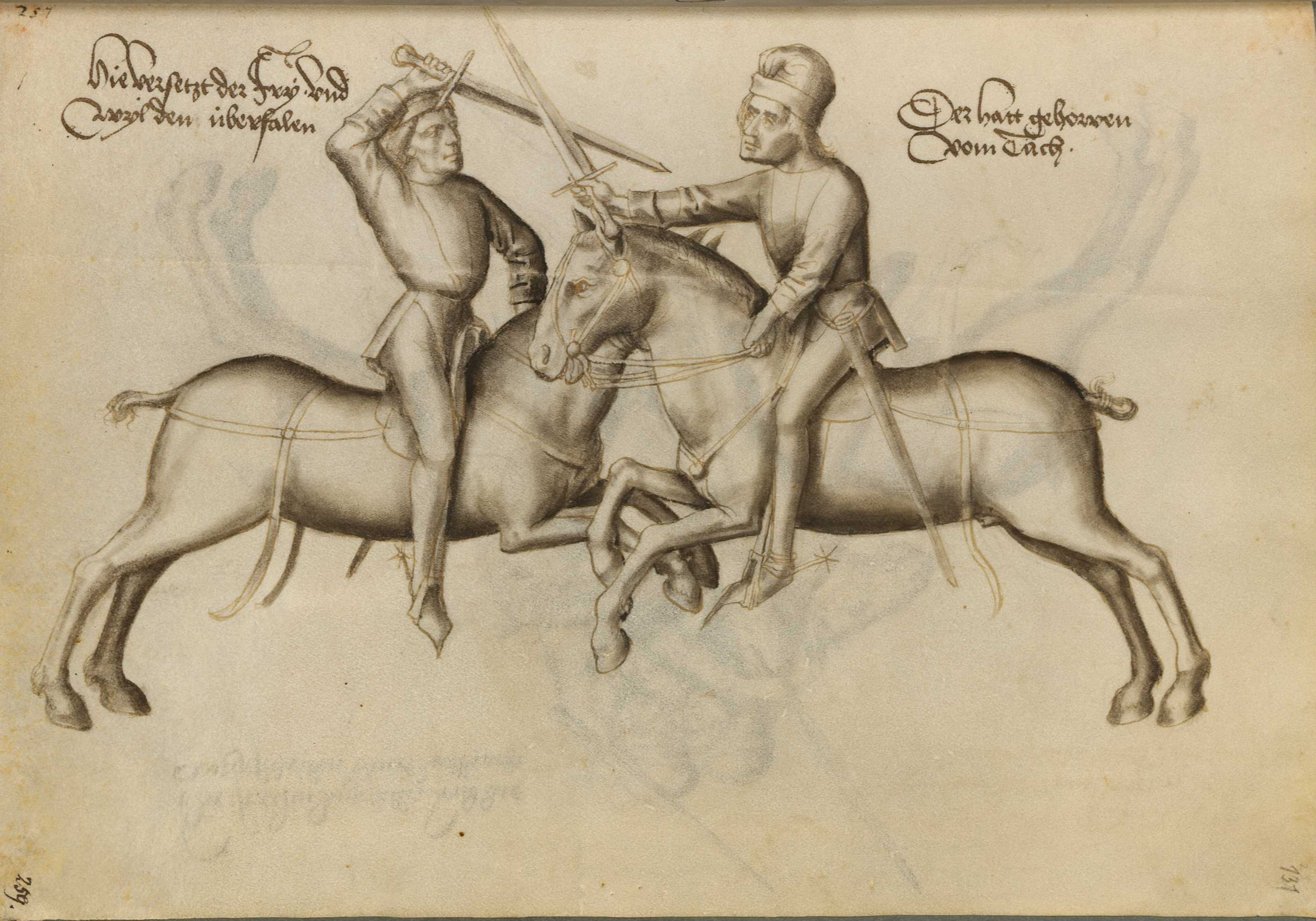
Конный поединок на мечах. Рис. из «Фехтовальной книги» Ханса Тальхоффера, 1467 г.
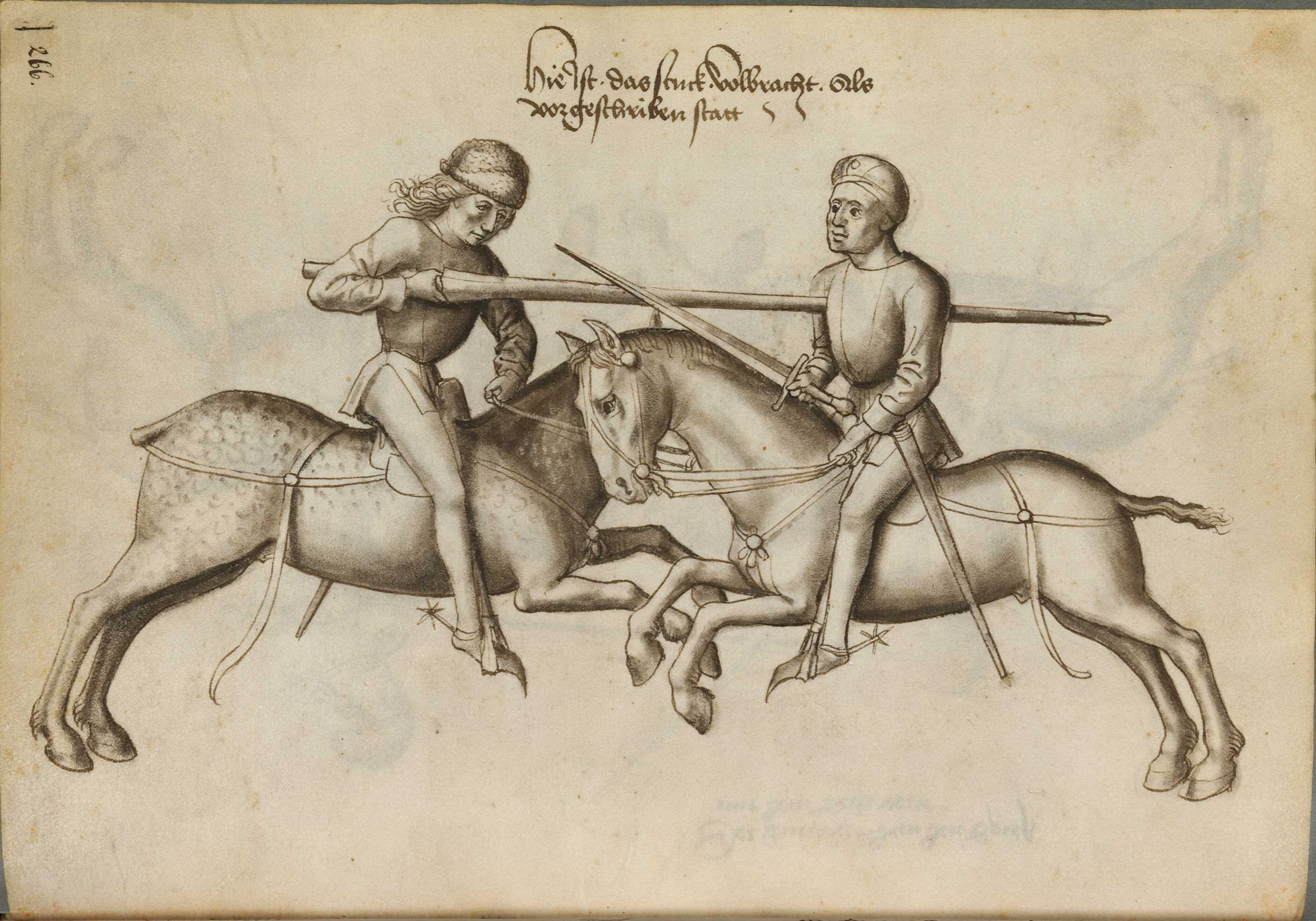
Удар копьём в конном поединке. Рис. из «Фехтовальной книги» Ханса Тальхоффера, 1467 г.
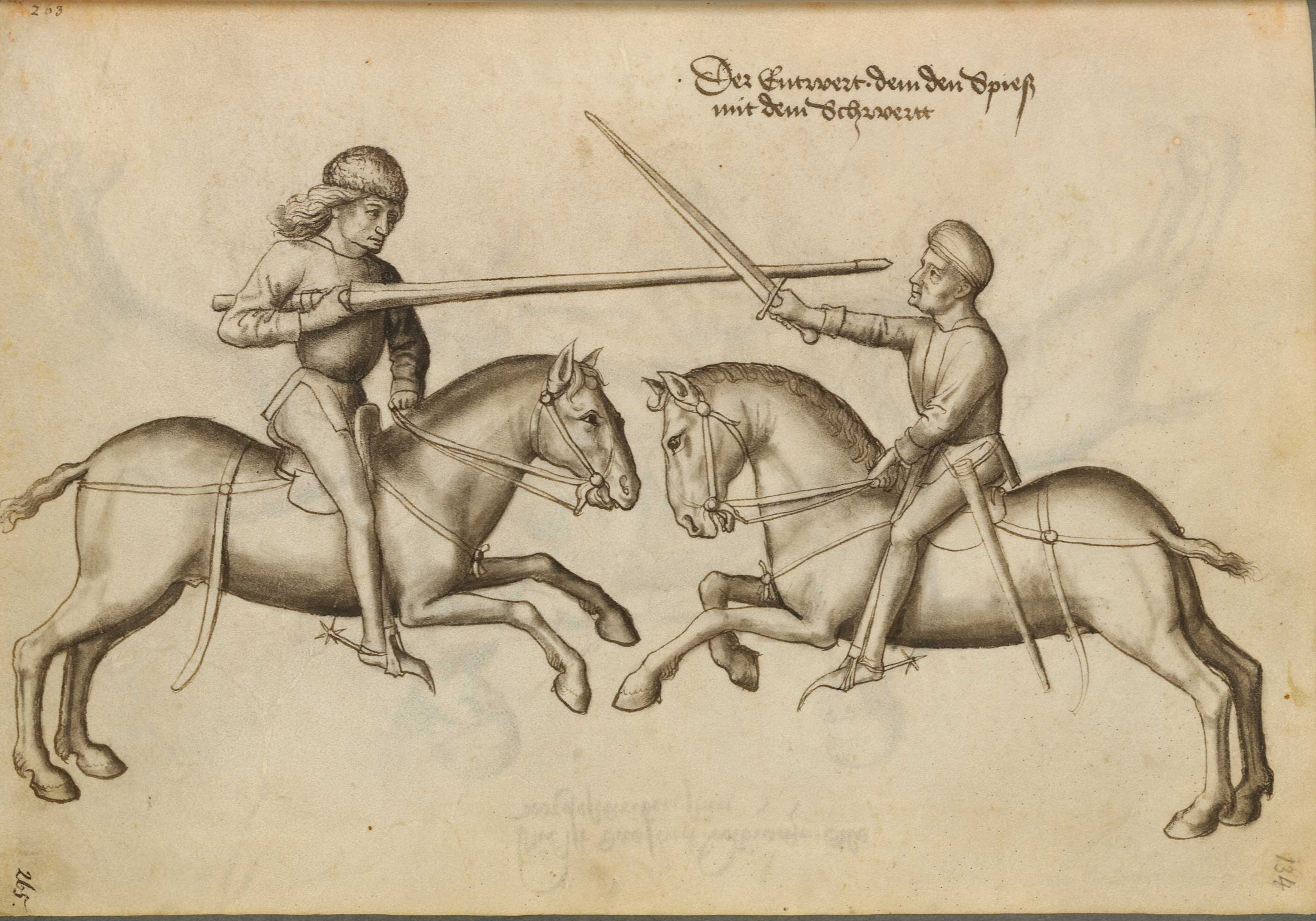
Парирование копья мечом в конном поединке. Рис. из «Фехтовальной книги» Ханса Тальхоффера, 1467 г.
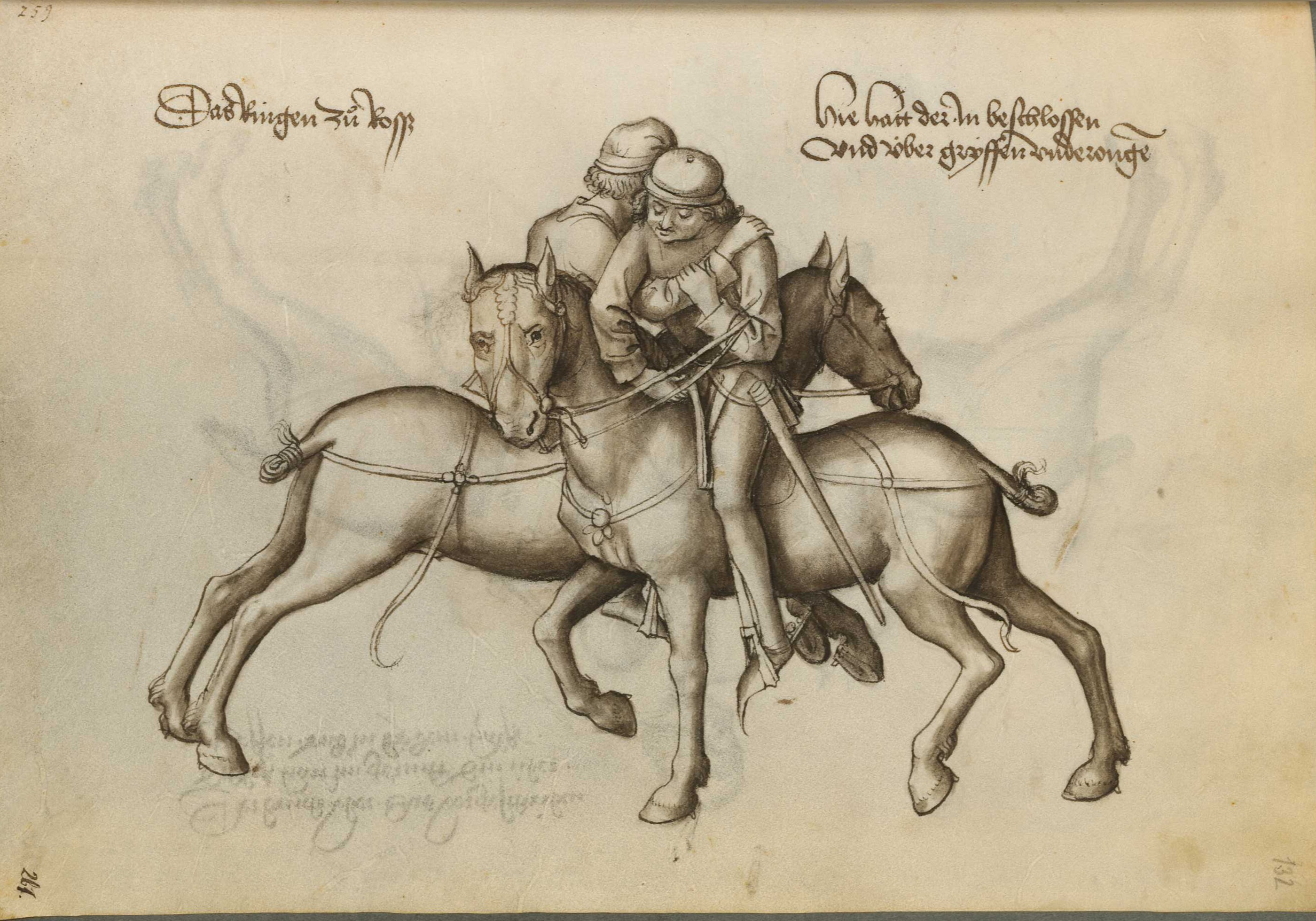
Борцовский приём в конном поединке. Рис. из «Фехтовальной книги» Ханса Тальхоффера, 1467 г.
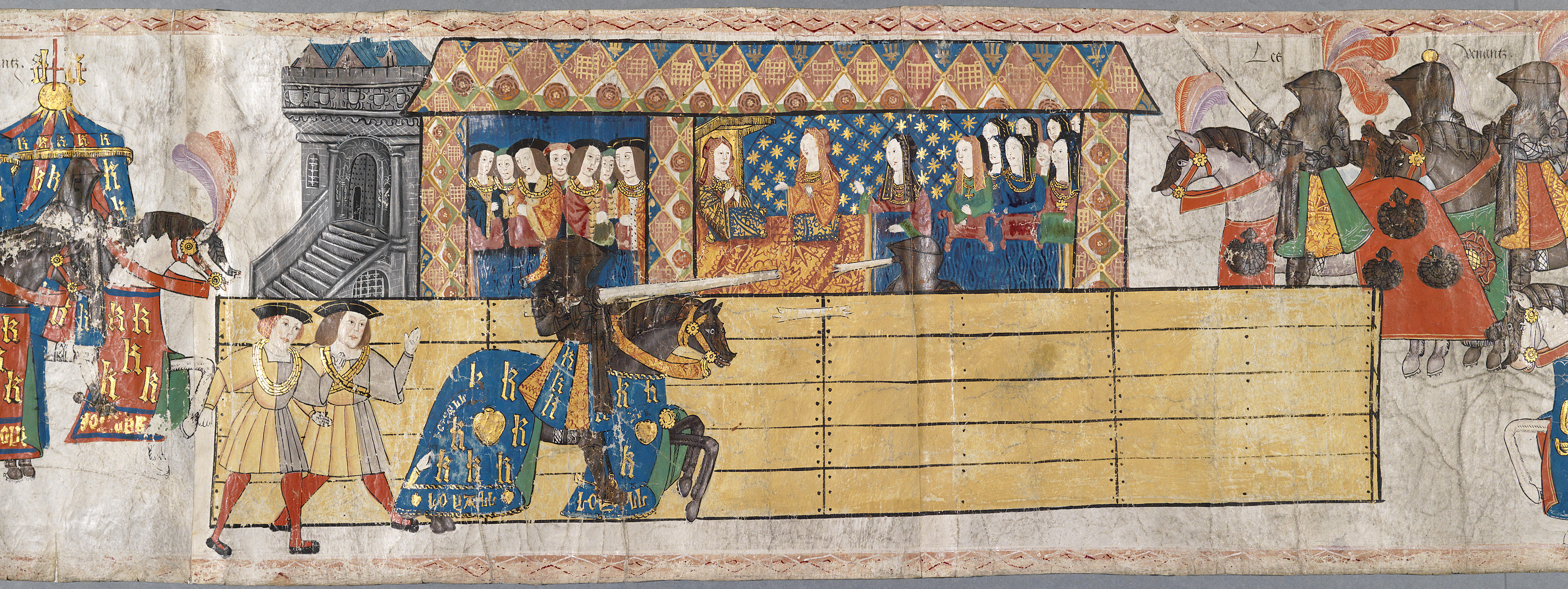
Генрих VIII на турнире в честь рождения его сына Генриха от Екатерины Арагонской. Вестминстерский турнирный свиток Томаса Ризли, 1511 г.
Рыцарский турнир в Золингене (1361). Миниатюра из «Люцернской хроники» Диболда Шиллинга Младшего, 1513 г.
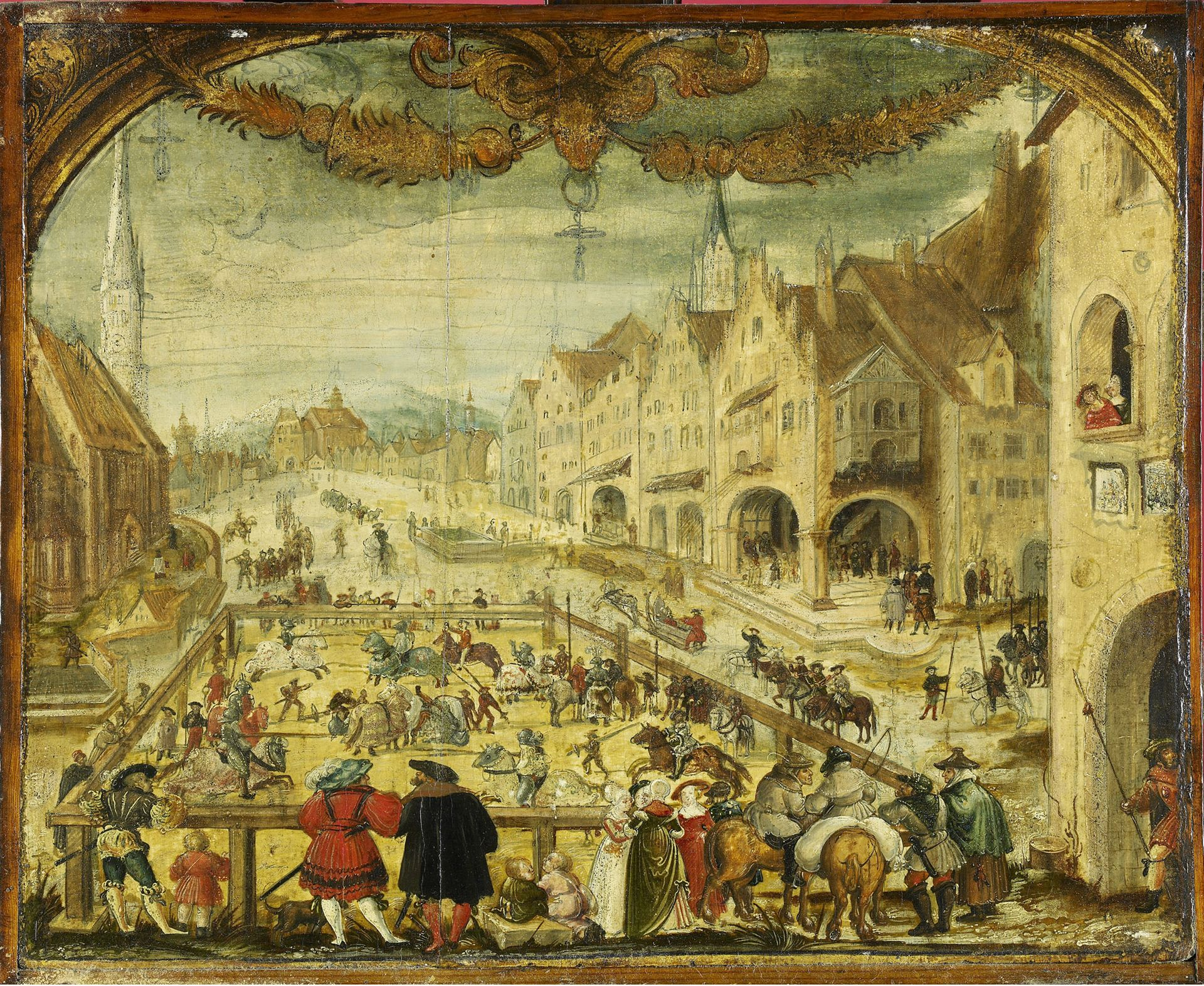
Турнир в Ландсхуте. Худ. Ганс Вертингер, 1520 г.
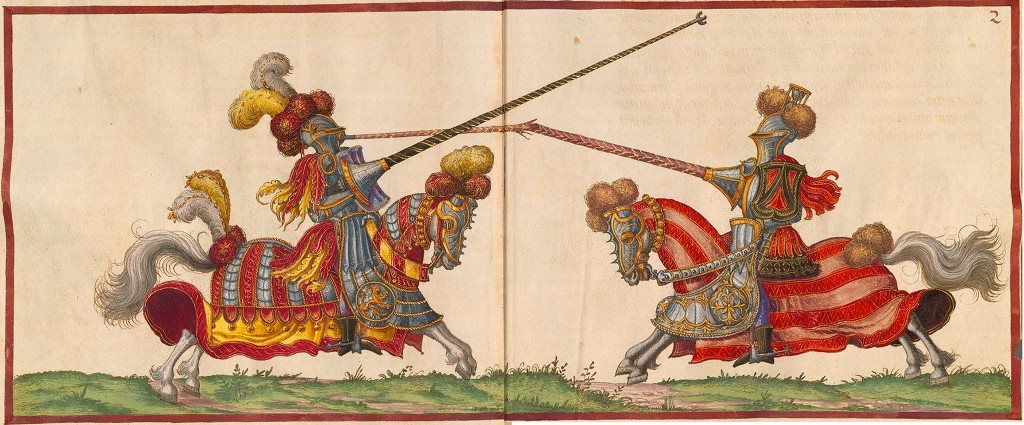
Тьост. Иллюстрация из «Фехтовальной книги» Пауля Гектора Майра, 1542—1544 гг.
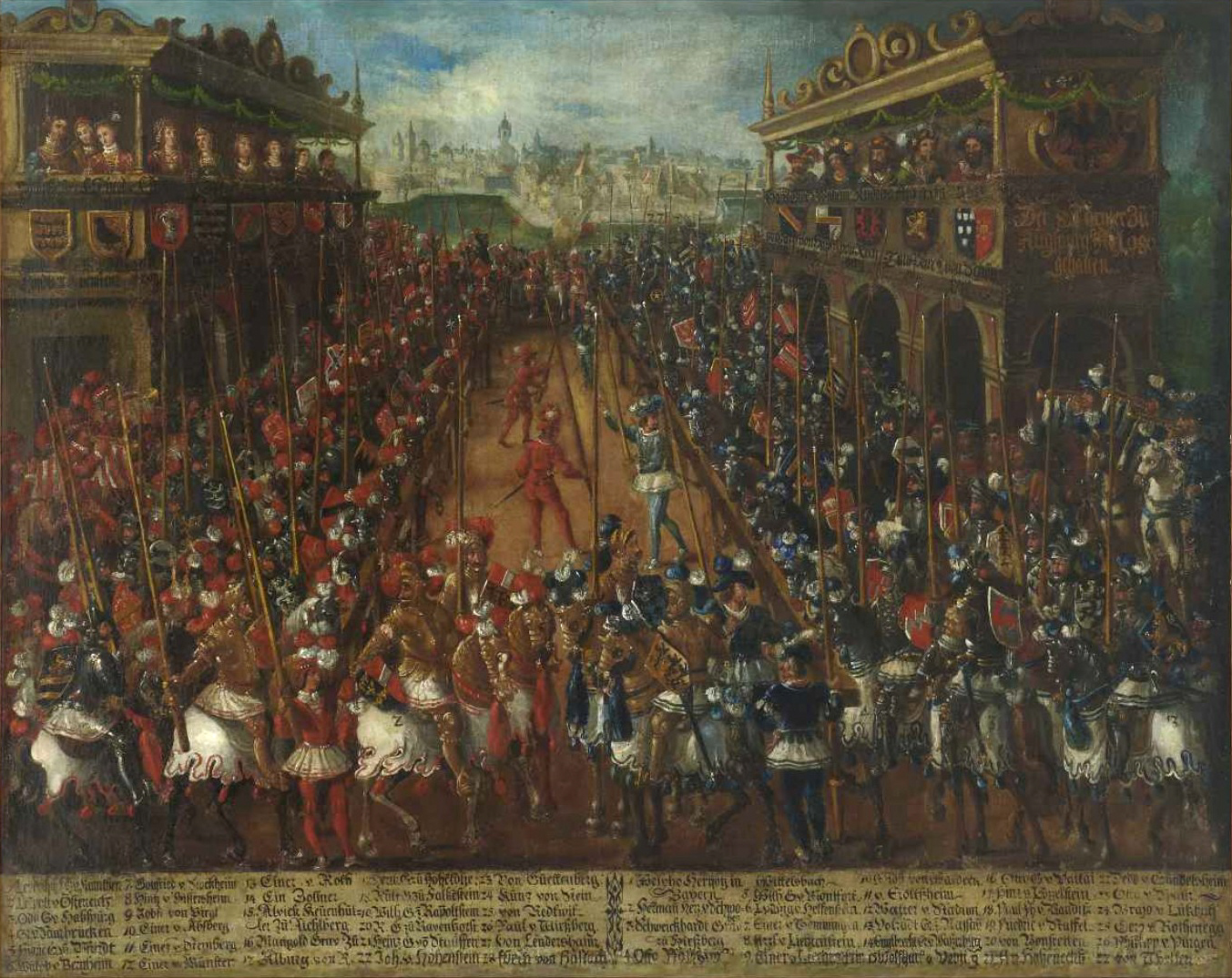
Турнир в Аугсбурге. Раскрашенная гравюра из «Книги турниров»[англ.] Георга Рюкснера[нем.], середина XVI в.
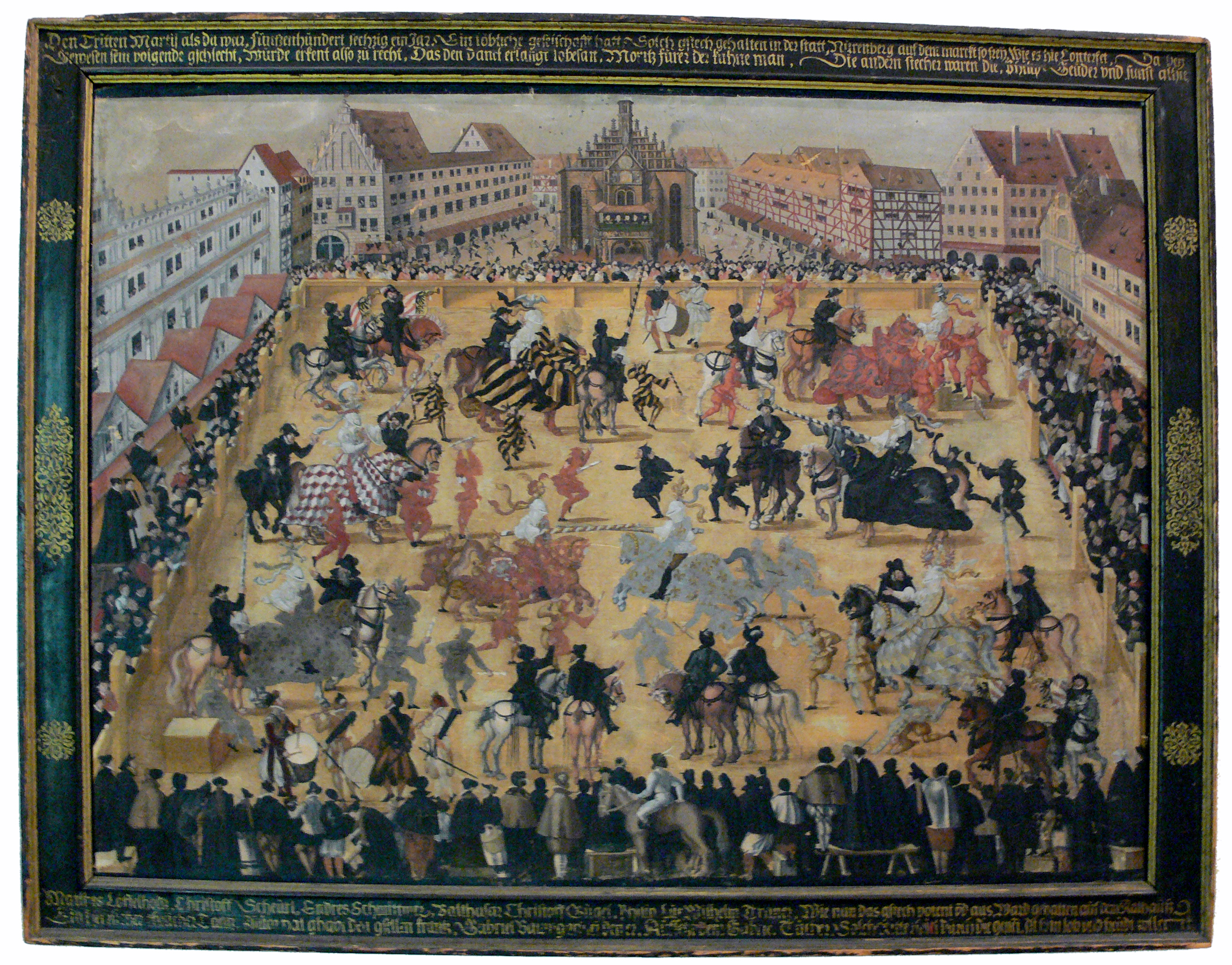
Патрицианский турнир в Нюрнберге. Раскрашенная гравюра на дереве Йоста Аммана, 1561 г.
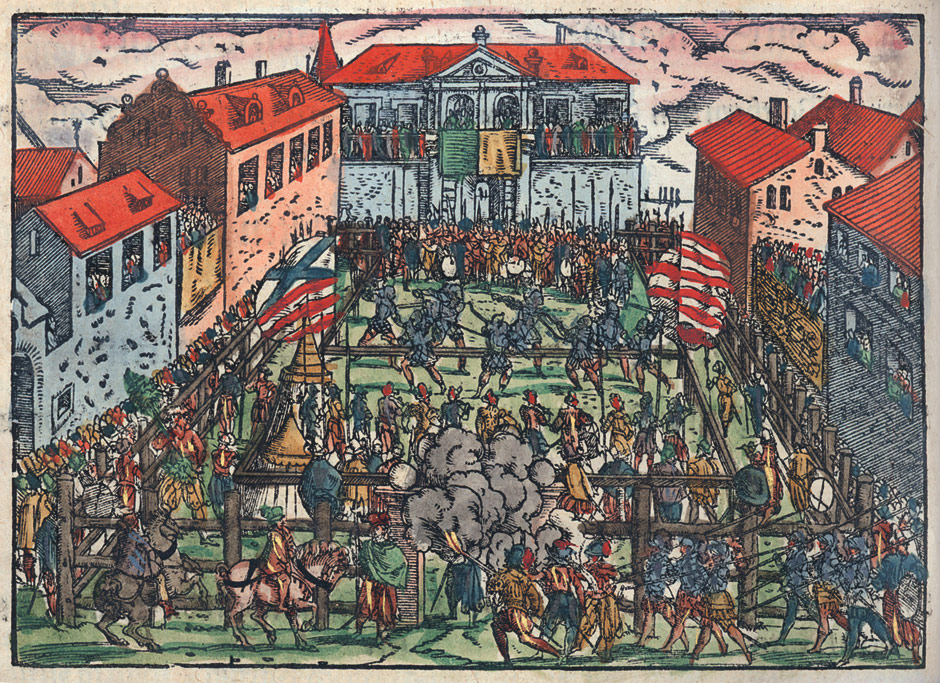
Пеший поединок на турнире. Ксилография Йоста Аммана из «Книги турниров»[англ.] Георга Рюкснера[нем.], 1578—1579 гг.
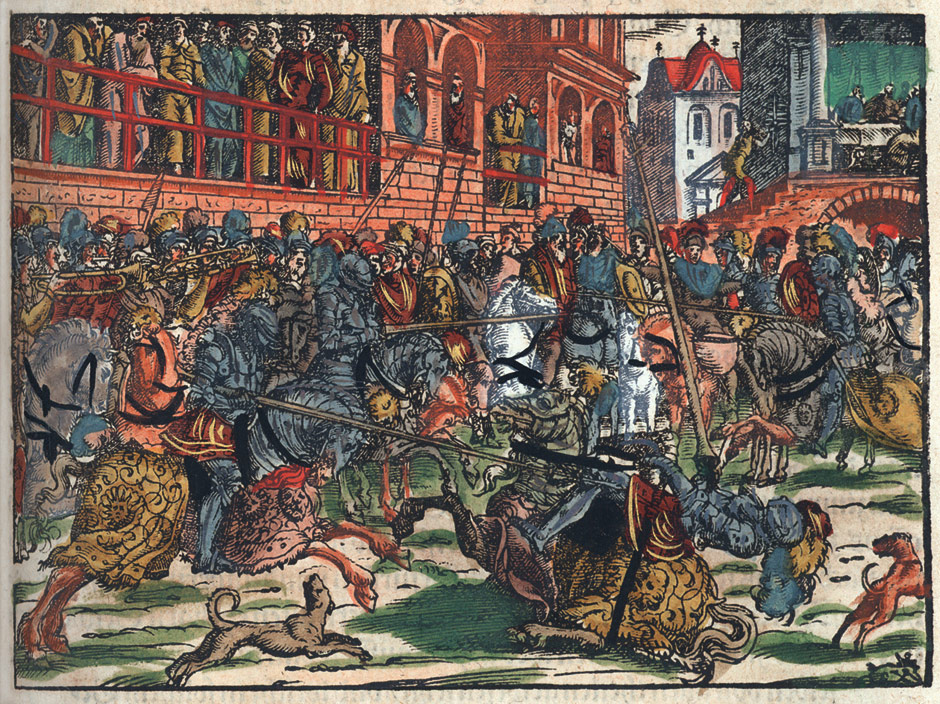
Рыцарский поединок на турнире. Ксилография Йоста Аммана из «Книги турниров»[англ.] Георга Рюкснера[нем.], 1578—1579 гг.
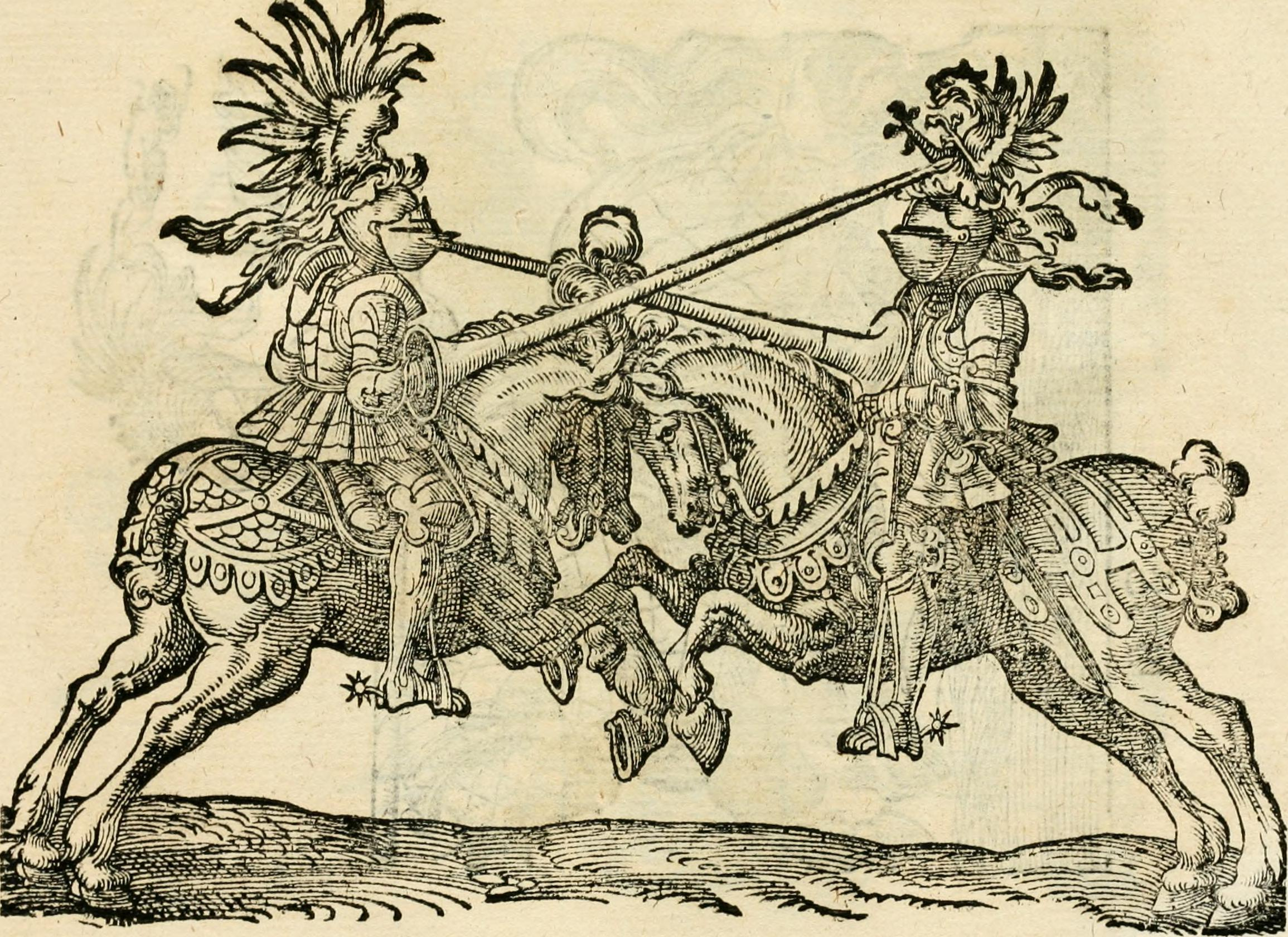
Рыцарский поединок на турнире. Ксилография Йоста Аммана из «Книги по искусству», 1599 г.
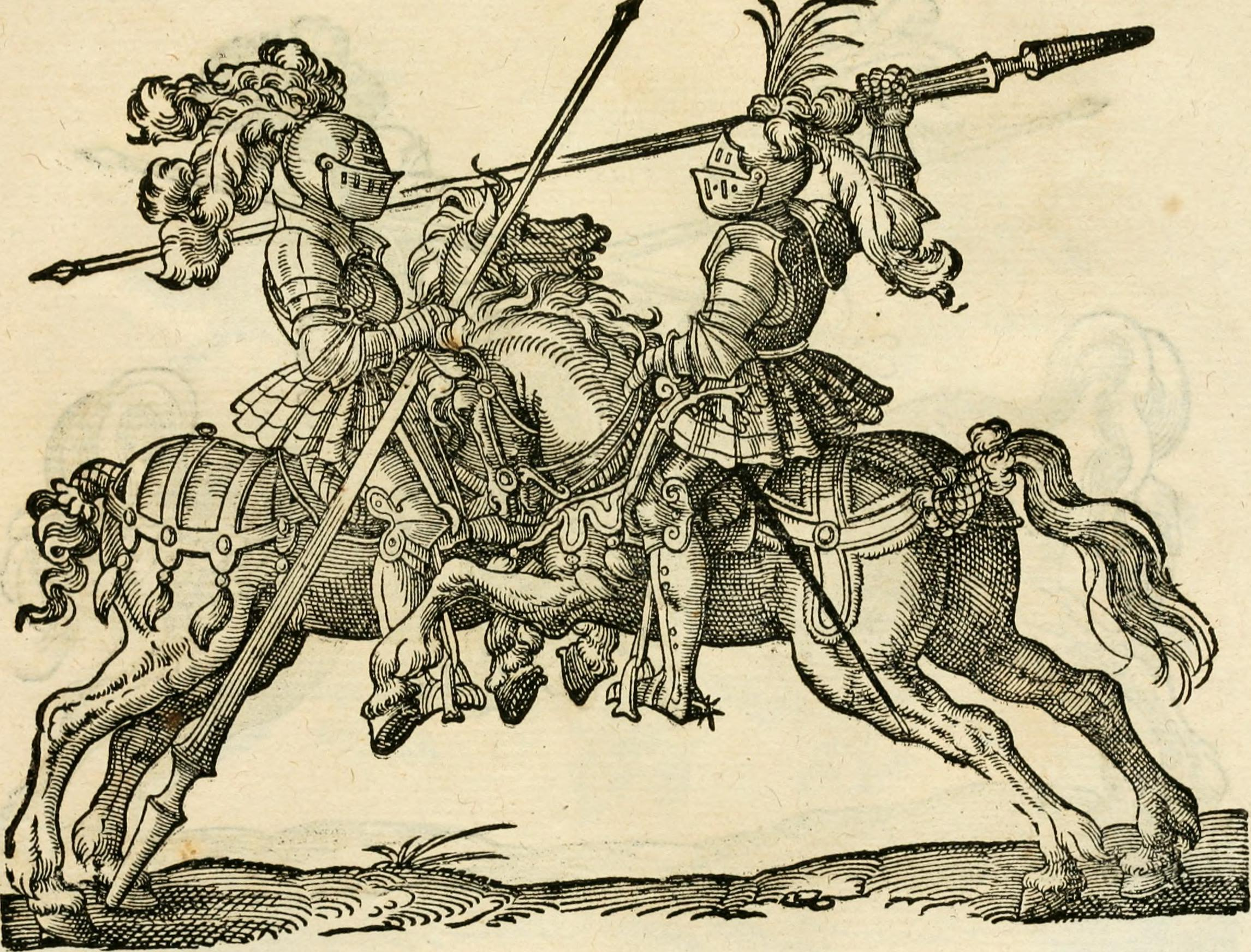
Приём турнирного боя. Ксилография Йоста Аммана из «Книги по искусству», 1599 г.
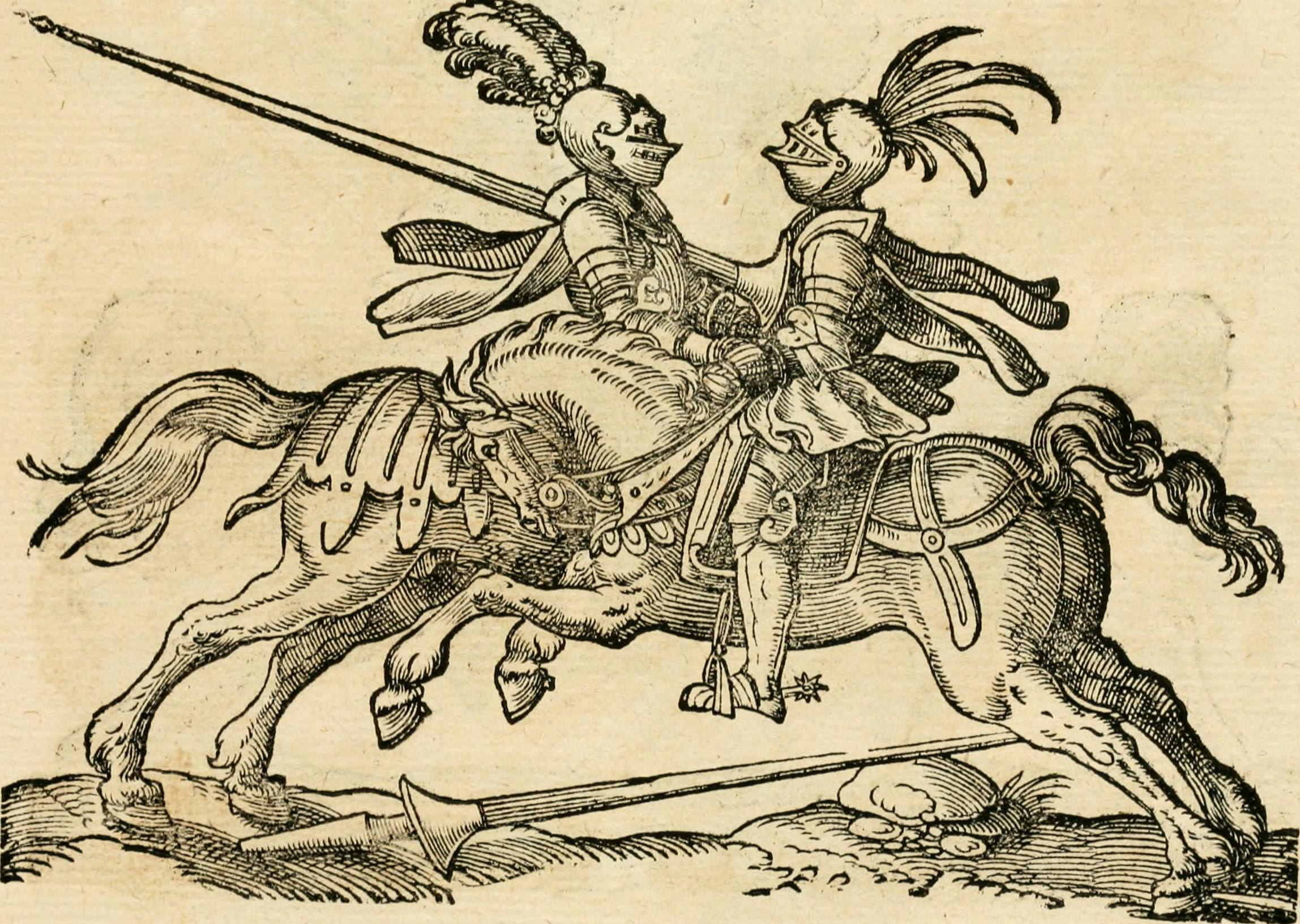
Приём турнирного боя. Ксилография Йоста Аммана из «Книги по искусству». 1599 г.
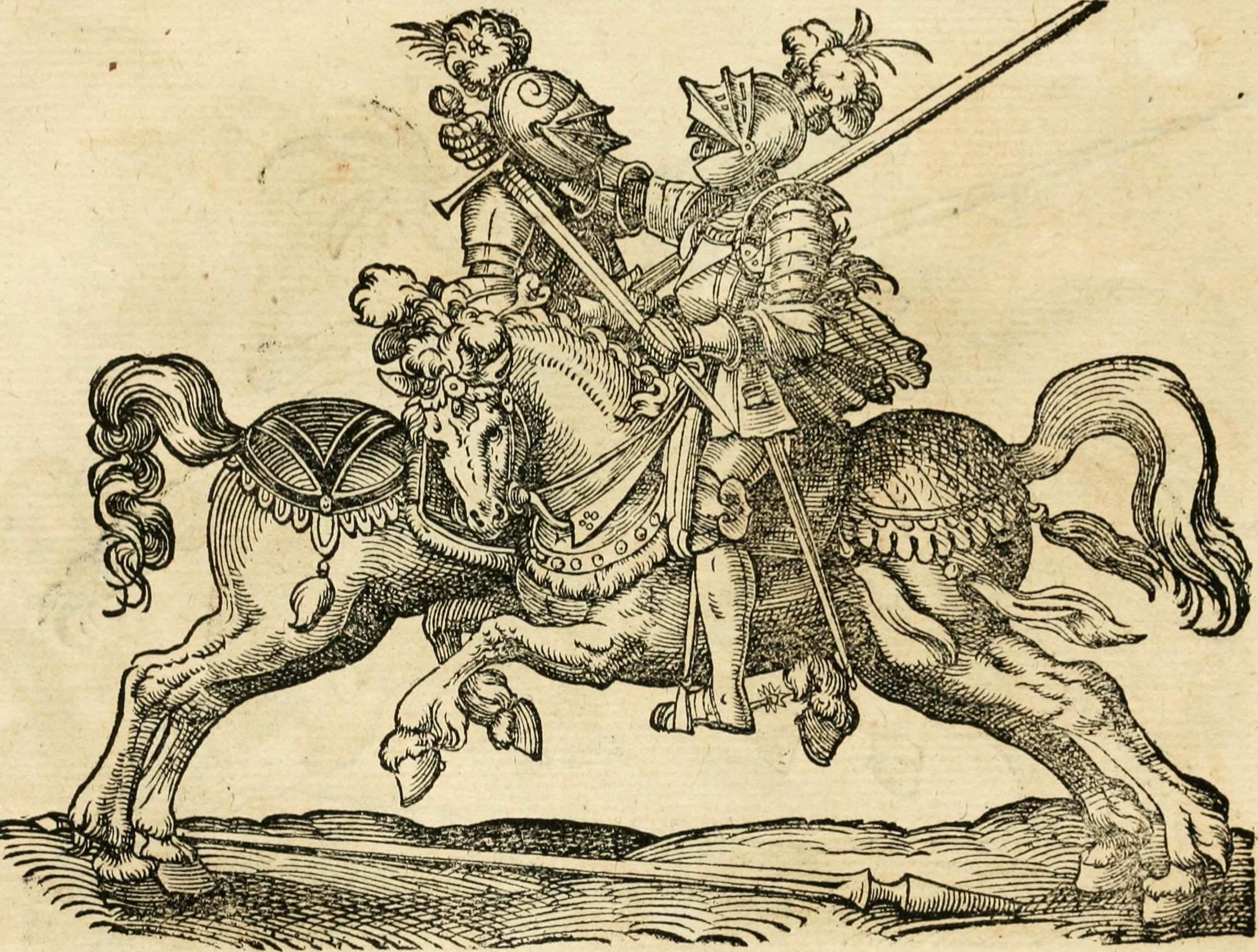
Приём турнирного боя. Ксилография Йоста Аммана из «Книги по искусству». 1599 г.
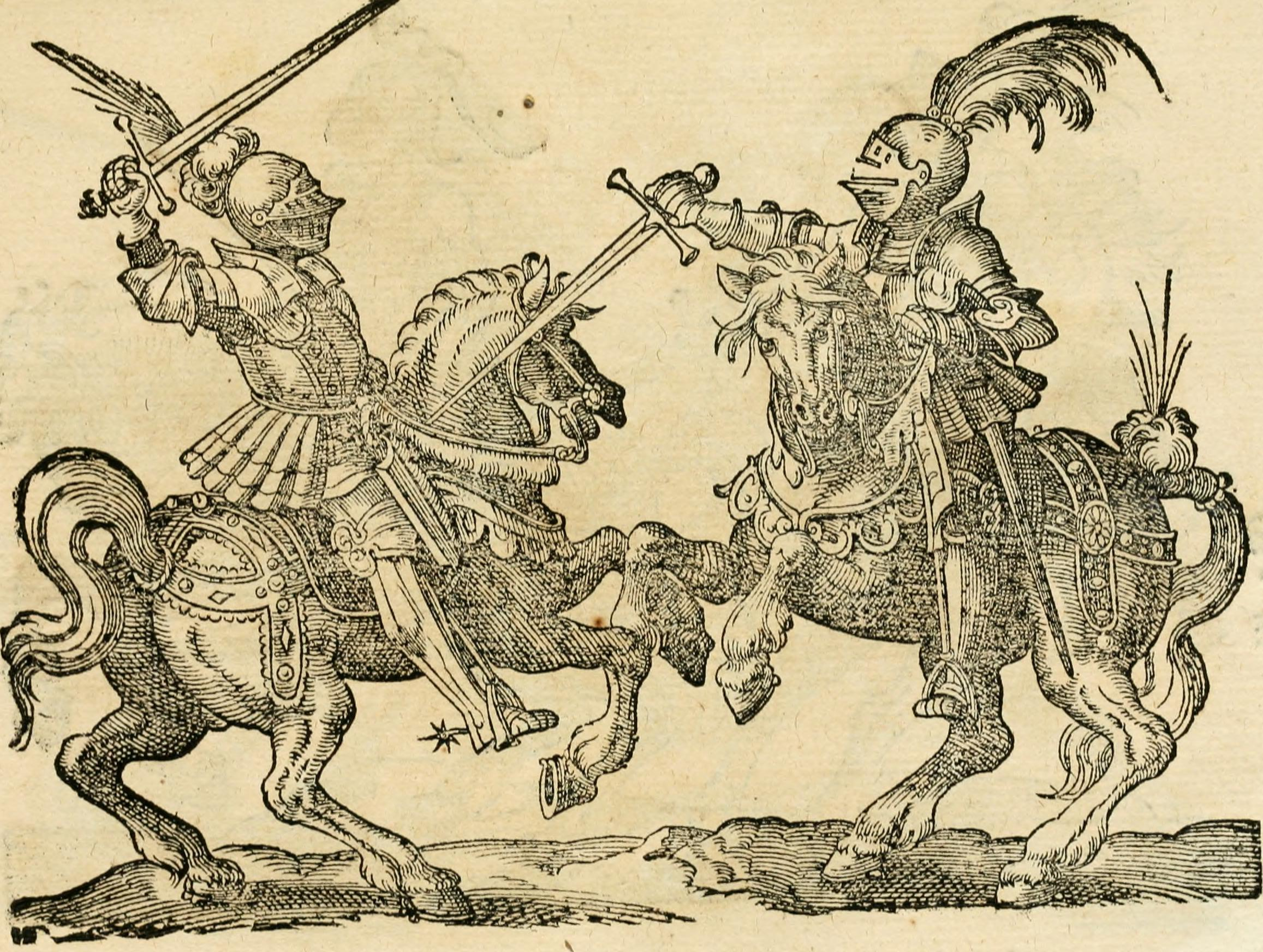
Приём турнирного боя. Ксилография Йоста Аммана из «Книги по искусству». 1599 г.
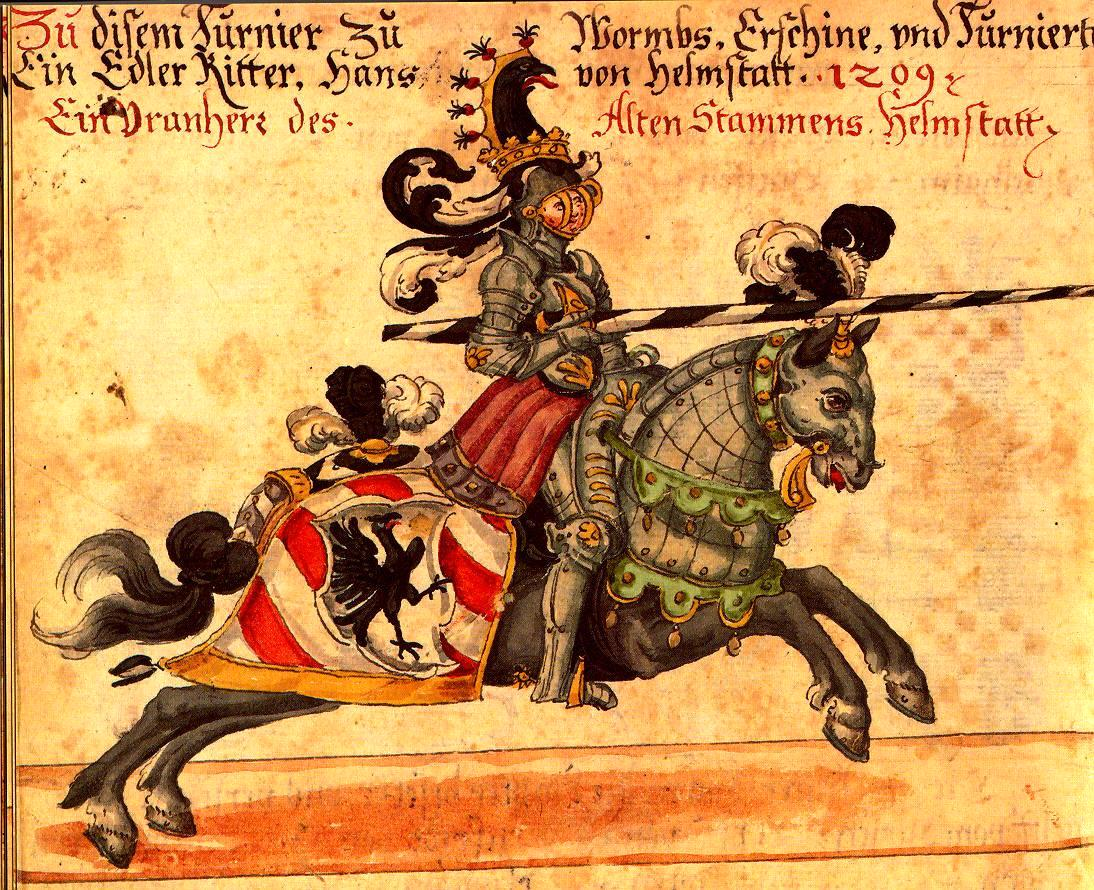
Рыцарь на турнире. Илл. из Codex Rossianus, рукописной копии «Книги турниров»[англ.] Георга Рюкснера, 1615 г.
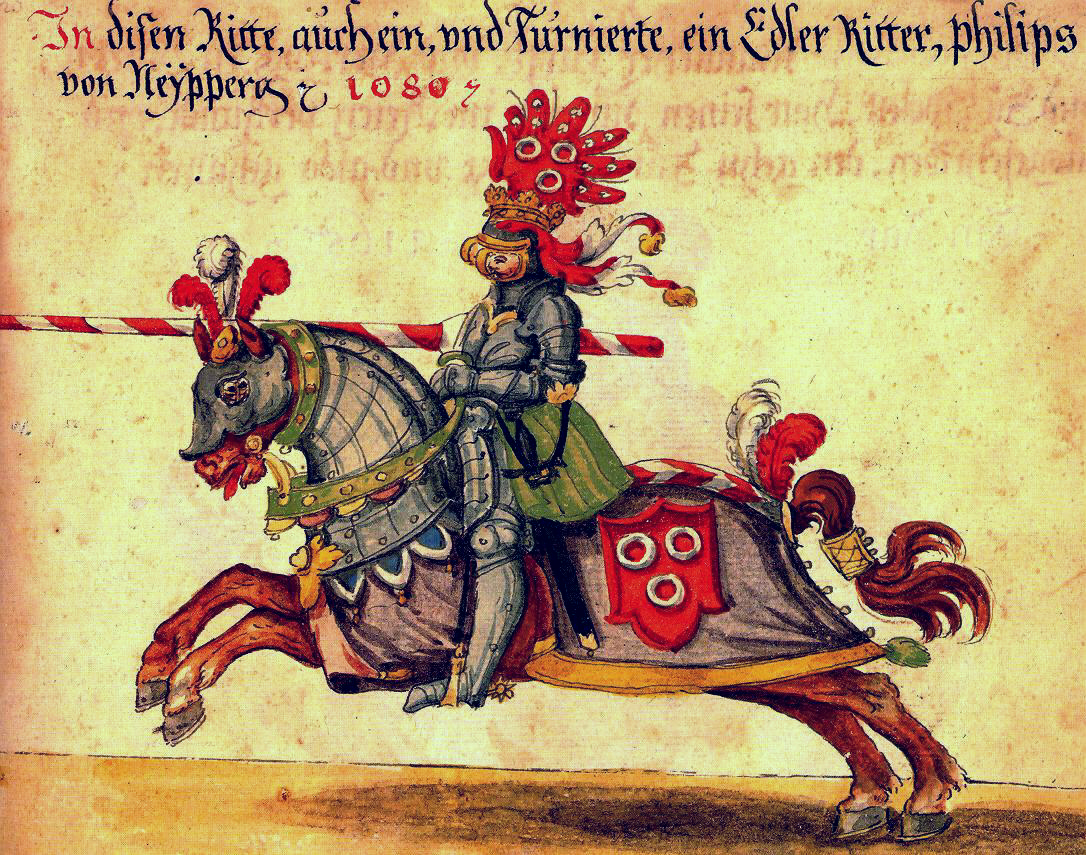
Рыцарь на турнире. Илл. из Codex Rossianus, рукописной копии «Книги турниров»[англ.] Георга Рюкснера, 1615 г.